# Кармен (опера)
«Карме́н» (фр. Carmen) — опера Жоржа Бизе в четырёх актах, премьера которой состоялась 3 марта 1875 года в парижской «Опера-Комик». Либреттисты оперы — Анри Мельяк и Людовик Галеви, сюжет создан по мотивам одноимённой новеллы Проспера Мериме.
Действие оперы происходит в Испании в первой половине XIX века. Основные персонажи: цыганка Кармен, сержант дон Хозе, тореадор Эскамильо и невеста Хозе Микаэла. Помимо них в опере представлен ряд второстепенных персонажей: офицеры, солдаты, цыгане, контрабандисты, тореадоры, владелец таверны и простой народ.
Жорж Бизе получил заказ на создание оперы после провала его «Джамиле» на сцене «Опера-Комик», одновременно были назначены либреттисты — Анри Мельяк и Людовик Галеви, известные по работе с произведениями Жака Оффенбаха. Тематику новой оперы позднее предложил сам Жорж Бизе. Сюжет оперы сильно отличается от новеллы Мериме, в частности, появлением Микаэлы, смягчением характера Кармен. В ходе репетиций композитор неоднократно менял музыку и либретто по нескольким причинам, среди которых как трудности исполнения оркестром некоторых мелодий, так и нежелание Бизе изменять сюжет, на чём настаивало руководство театра, считавшее, что жестокость на сцене шокирует семейного зрителя.
Отдельная проблема появилась при подборе исполнительницы главной роли — многие известные певицы отказывались от Кармен. После нескольких месяцев переговоров выбор пал на Селестин Галли-Марье, которая стала исполнительницей на премьерном спектакле. Репетиции начались на год позже запланированного срока, в октябре 1874 года, поэтому премьеру перенесли на 3 марта 1875 года. Первый показ «Кармен» был ознаменован провалом, хотя некоторые критики поддержали постановку. Согласно воспоминаниям либреттиста Галеви, первое и половину второго действий зрители восприняли с воодушевлением, однако затем публика стала «холодеть», а последнее действие прошло при полном молчании зрительного зала.
Ко времени смерти Жоржа Бизе 3 июня 1875 года опера была показана 33 раза, последние спектакли проходили при низкой заполняемости театра, но затем посещаемость возросла. Вскоре спектакль сняли с репертуара «Опера-Комик»; его вернули лишь в 1883 году, значительно изменив, за что директор театра был сильно раскритикован и впоследствии вернул оригинальный сюжет. В дальнейшем «Кармен» ставилась в двух версиях — оригинальной «разговорной» и «речитативной», которую уже после смерти Бизе создал Эрнест Гиро и которая в будущем стала очень популярной. На тот момент спектакль был показан уже во многих городах Европы, включая Санкт-Петербург.
Пётр Чайковский, видевший первые постановки «Кармен», писал, что опера Бизе — «это в полном смысле шедевр, то есть одна из тех немногих вещей, которым суждено отразить в себе в сильнейшей степени музыкальные стремления целой эпохи. Лет через десять „Кармен“ будет самой популярной оперой в мире…». В дальнейшем «Кармен» получила всемирную известность, её исполняли многие оперные звёзды. Так, в Нью-Йорке партию Хозе пел Энрико Карузо (с 1906 по 1919 год). Опера имела успех в Германии, где в числе её зрителей были Отто фон Бисмарк и Фридрих Ницше, причём, по словам последнего, произведение Бизе сильно на него повлияло. В России и Советском Союзе «Кармен» ставилась неоднократно, а среди известных исполнительниц главной роли выделяют Веру Давыдову, Надежду Обухову, Елену Образцову, Тамару Синявскую и Ирину Архипову.
Отмечается, что опера стала всемирно известной из-за гармонии, идеальной оркестровки, точной передачи драматургии посредством музыки. С 1890-х годов опера неоднократно записывалась на различных носителях. На основе «Кармен» Жоржа Бизе создавались различного рода вариации, одной из которых является балет Родиона Щедрина «Кармен-сюита».

## Предыстория

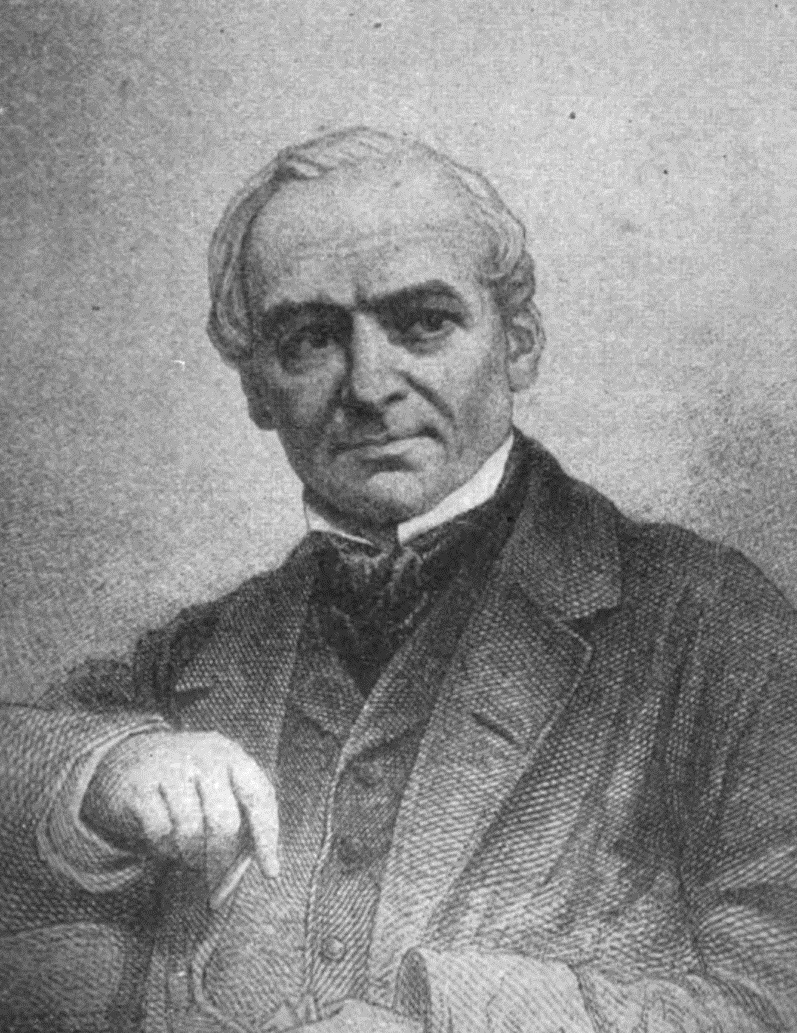
Проспер Мериме, автор новеллы «Кармен»

Жорж Бизе в 1860-х годах старался создать сценические произведения, он был лауреатом Римской премии. В то время основные театры, финансируемые государством (Парижская опера и «Опера-Комик»), следовали консервативным взглядам, не позволяя молодым талантам проявить себя. Первыми представленными операми Жоржа Бизе стали «Искатели жемчуга» и «Пертская красавица», они были показаны в Лирическом театре, а их выход на сцену стал возможен благодаря знакомству композитора с импресарио Леоном Карвальо. Тем не менее обе оперы не имели большой популярности.
После окончания Франко-прусской войны Жоржу Бизе предоставились более широкие возможности для творчества, а его одноактную оперу «Джамиле» впервые показали в «Опера-Комик» в мае 1872 года. Хотя после одиннадцати представлений спектакль был снят с репертуара, театр поручил Бизе создать новую оперу, для которой либретто должны были написать Анри Мельяк и Людовик Галеви. Галеви уже участвовал в создании другой оперы Бизе «Доктор Миракль», а сам он являлся двоюродным братом жены Бизе, Женевьевы. Мельяк и Галеви на тот момент были известны как либреттисты многих оперетт Жака Оффенбаха.
Воодушевлённый заказом от «Опера-Комик», Бизе выразил признание своему другу Эдмону Галаберу за «помощь в определении пути». В обсуждениях тематики новой оперы принимали участие Бизе, либреттисты, руководители «Опера-Комик». От имени театра несколько предложений внёс Адольф де Лёвен, однако их отклонили. Бизе первым предложил создать оперу по мотивам новеллы Проспера Мериме «Кармен», впервые опубликованной в 1845 году в журнале Revue des deux Mondes. Существует мнение о влиянии на рассказ поэмы Александра Пушкина «Цыганы», которую Мериме переводил на французский язык в 1852 году. В свою очередь, Жорж Бизе, возможно, впервые узнал о рассказе между 1858 и 1860 годами, когда находился в Риме. В дневниках композитора записано, что в эти годы он читал рассказы Мериме.

## Действующие лица
| Партия | Голос         | Исполнитель на премьере 3 марта 1875 Дирижёр: Адольф Делофр |
| --- | ------------- | ----------------------------------------------------------- |
| Кармен, цыганка | Меццо-сопрано | Селестина Галли-Марье                                       |
| Дон Хозе, сержант драгунского полка | Тенор         | Поль Лери                                                   |
| Эскамильо, тореадор | Баритон       | Жак Буи                                                     |
| Микаэла, девушка из Наварры, невеста Хозе                                                                                                   | Сопрано       | Маргарита Шапюи                                             |
| Цунига, капитан драгунского полка | Бас           | Эжен Дюфриш                                                 |
| Моралес, сержант драгунского полка | Баритон       | Эдмон Дювернуа                                              |
| Фраскита, цыганка | Сопрано       | Алиса Дюкасс                                                |
| Мерседес, цыганка | Меццо-сопрано | Эстер Шевалье                                               |
| Данкайро, контрабандист | Баритон       | Пьер-Арман Потель                                           |
| Ремендадо, контрабандист | Тенор         | Барно                                                       |
| Лилас Пастья, хозяин таверны | без пения     | М. Натен (M. Nathan)                                        |
| Проводник | без пения     | М. Тест (M. Teste)                                          |
| Офицеры, солдаты, уличные мальчишки, работницы сигарной фабрики, молодые люди, цыгане и цыганки, контрабандисты, тореадоры, пикадоры, народ |               |                                                             |

## Краткое содержание

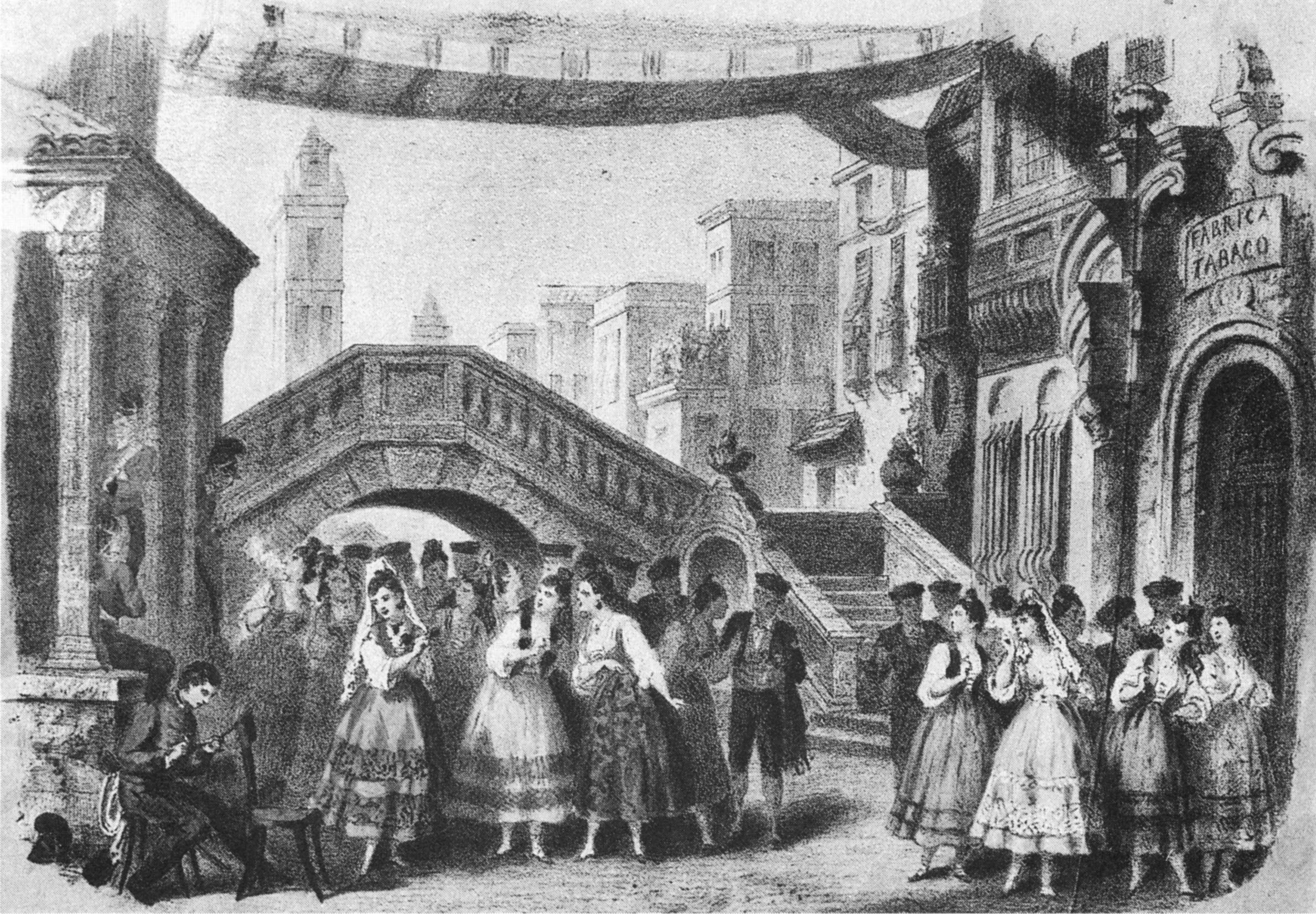
Первое действие оригинальной оперы 1875 года, литография

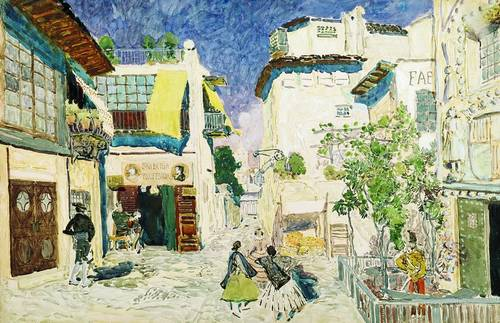
Улицы Севильи, эскиз декораций Александра Головина (1908)

Действие происходит в Испании, около 1830 года

### Действие первое
В Севилье, возле табачной фабрики, остановился драгунский эскадрон. Солдаты любуются красивыми девушками — работницами фабрики и прохожими. В поисках драгуна Хозе появляется Микаэла, но солдат Моралес говорит ей, что Хозе в другом эскадроне, который скоро придёт к ним на смену, и предлагает вместе провести время. Микаэла отказывается и уходит (сцена «Sur la place, chacun passe»). Вскоре происходит смена эскадрона, появляется Дон Хозе, которого встречает хор мальчиков. Капитан Цунига, беседуя с сержантом Хозе, выражает восхищение работницами сигарной фабрики, но Хозе единственный, кого не интересует эта тема и не привлекают бойкие севильские красотки: его ждёт в деревне невеста Микаэла, скромная девушка, которая ему милее всех женщин на свете (сцена «Avec la garde montante»).
Слышится фабричный звонок, и девушки выходят на улицу на перерыв. Все они держат во рту сигареты. Их тут же окружают мужчины (сцена «La cloche a sonné»). Появляется та из них, которую ждут с особым нетерпением, — цыганка Кармен. Привыкшая к тому, что все мужчины вокруг не отрывают от неё взгляда, а сама она наслаждается, издеваясь над ними и их чувствами, Кармен исполняет Хабанеру. Однако ей не нравится, что Хозе не обращает на неё никакого внимания, и она бросает ему под ноги цветок. Снова звенит звонок, и девушки уходят обратно, чтобы продолжить свою работу (сцена «L’amour est un oiseau rebelle»).
Возвращается Микаэла, она передаёт Хозе письмо и гостинцы из деревни от его матери, выполняя также просьбу передать материнский поцелуй. Они признаются друг другу в любви. Прочитав письмо, Хозе заявляет, что послушен матери и собирается после возвращения домой жениться на Микаэле (сцена «Parle-moi de ma mère!»). После её ухода доносится шум из помещения фабрики. Оказалось, что Кармен напала на другую работницу с ножом. Капитан Цунига приказывает Хозе стеречь Кармен, а сам отправляется за ордером на её арест (сцена «Tra la la…Coupe-moi, brûle-moi»). В отсутствие Цуниги Кармен исполняет сегидилью, в результате чего ей удаётся обольстить Хозе (сцена «Seguidilla: Près des remparts de Séville»). Когда Цунига приносит ордер на арест Кармен, Хозе помогает ей бежать из-под стражи, за что сам попадает в тюрьму (сцена «Finale: Voici l’ordre; partez»).

### Действие второе
Спустя два месяца Кармен с подругами Фраскитой и Мерседес развлекают посетителей таверны Лиласа Пастья плясками. В числе гостей есть и капитан Цунига (сцена «Les tringles des sistres tintaient»). Он сообщает, что Хозе отбыл тюремный срок и разжалован в солдаты, а теперь вышел на свободу и скоро придёт к Кармен. В сопровождении толпы поклонников входит тореадор Эскамильо (сцена «Vivat! Vivat le torero!»). Он исполняет куплеты тореадора. Красота и обаяние Кармен не ускользают от внимания Эскамильо, однако та отмахивается от него (сцена «Votre toast, je peux vous le rendre»).

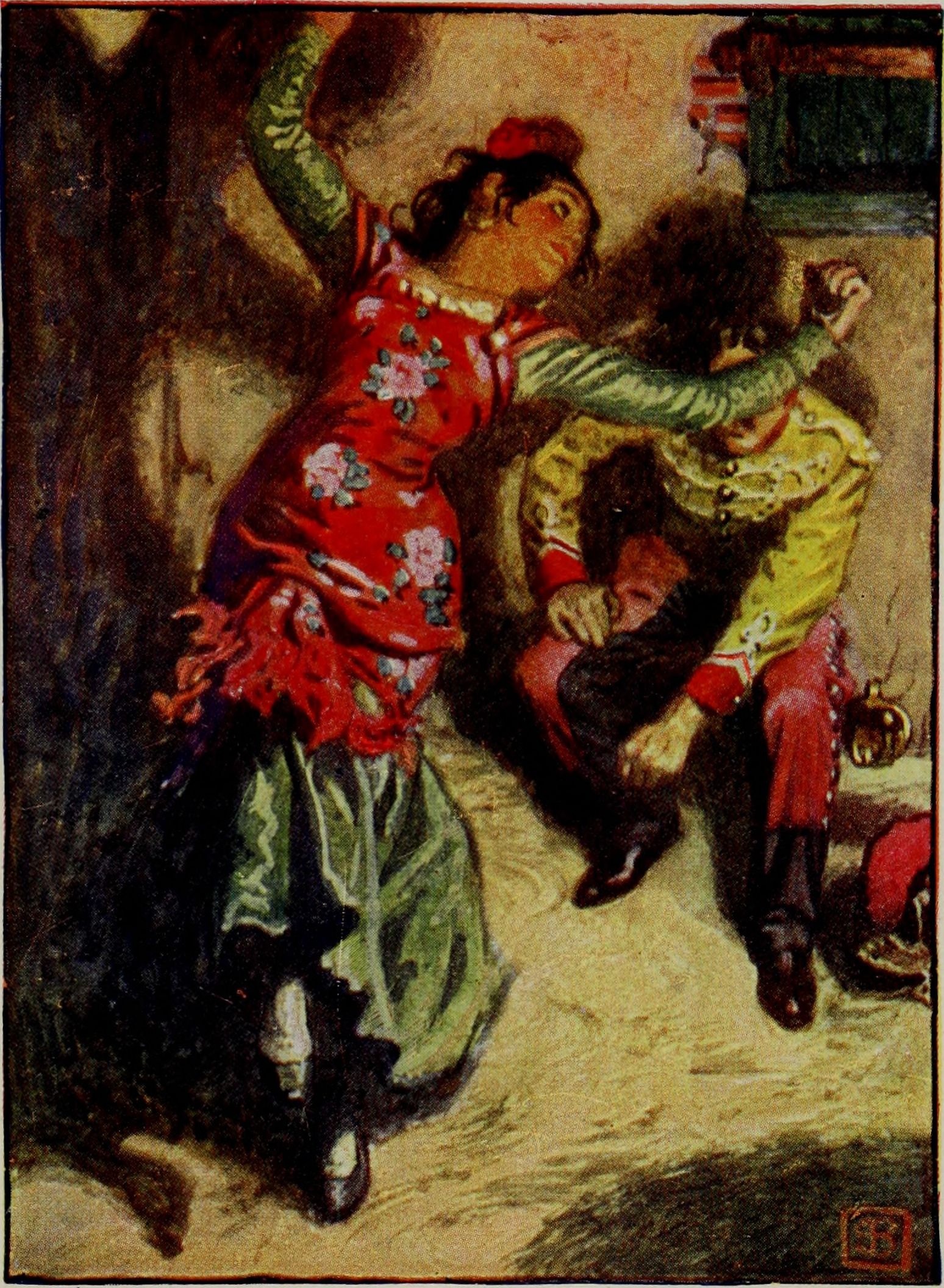
Сцена «Je vais danser en votre honneur…»

После закрытия таверны для обычных посетителей в ней остаются только контрабандисты и цыганки — Данкайро, Ремендадо, Кармен, Фраскита и Мерседес. Первые собираются избавиться от контрабанды, Фраскита и Мерседес готовы помочь им, однако Кармен отказывается, так как хочет дождаться Хозе, в которого сейчас влюблена. Тогда контрабандисты предлагают ей привлечь Хозе к своим делам (сцена «Nous avons en tête une affaire»). Хозе приходит, и Кармен исполняет для него танец (сцена «Je vais danser en votre honneur … La la la»), однако вскоре издали слышится звук трубы, призывающей его в казарму на вечернюю поверку. На его слова о том, что ему нужно вернуться на службу, Кармен резко отвечает, обвиняя Хозе в том, что для него служба важнее любви. Он долго колеблется между солдатским долгом и любовью к ней, показывая ей брошенный под ноги цветок на площади в Севилье и исполняя песню (сцена «La fleur que tu m’avais jetée»). Вскоре возвращается капитан Цунига и приказывает Хозе возвращаться в казарму. Хозе отказывается выполнить приказ и обнажает шпагу. Так он становится дезертиром и вынужден остаться с Кармен и с контрабандистами. Данкайро и Ремендадо обезоруживают Цунигу и уводят с собой, чтобы он не поднял тревогу и тем самым не расстроил их планы с контрабандой. Контрабандисты провозглашают, что лишь их воля может быть законом для них (сцена «Finale: Holà! Carmen! Holà!»).

### Действие третье

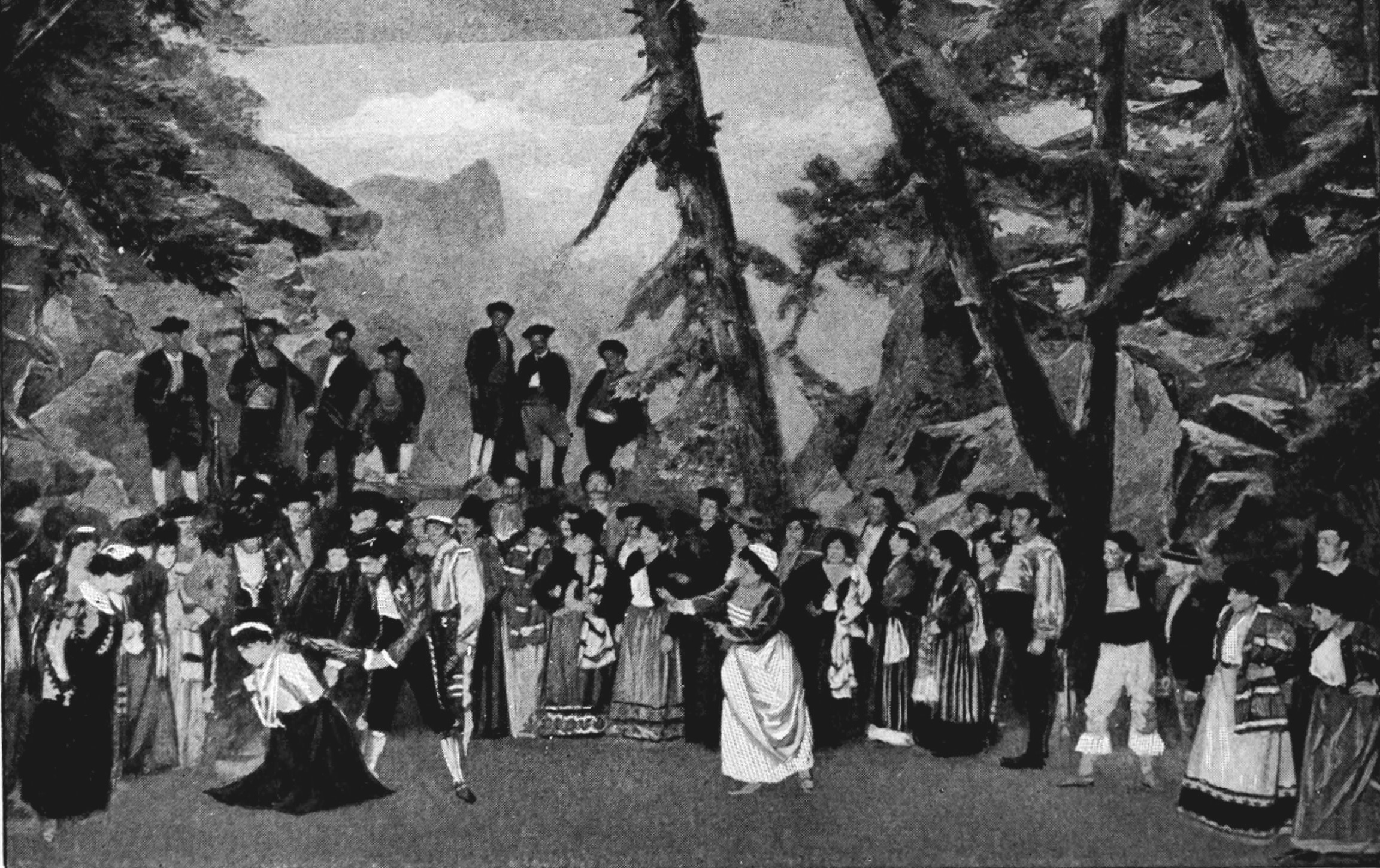
Финальная сцена третьего действия (1917)

В горном ущелье недалеко от границы по прошествии ещё некоторого времени контрабандисты на очередном деле. Однако Кармен уже охладела к Хозе, с презрением заявляя, что тому пора вернуться к матери; самому Хозе также не по душе быть контрабандистом. Оставив Хозе на страже, контрабандисты уходят к границе (сцена «Écoute, compagnon, écoute»). Фраскита и Мерседес гадают на картах, к ним присоединяется Кармен. Её подруг ждёт богатство и любовь, а сама она читает в картах смерть как себе, так и Хозе (сцена «Mêlons! — Coupons!»). С разведки возвращаются контрабандисты и говорят, что на границе есть таможенные солдаты, от которых нужно избавиться. Цыганки заявляют, что им солдаты не страшны, и их «пленить возможно» (сцена «Quant au douanier, c’est notre affaire»).
Превозмогая страх, в горы в поисках Хозе приходит Микаэла. Она видит, как он в кого-то стреляет и прячется (сцена «C’est les contrabandiers le refuge ordinaire»). Однако Хозе промахивается, и перед ним появляется Эскамильо, который признаётся, что тоже ищет Кармен и что он всё знает про самого Хозе. Соперники готовы выяснить отношения на навахах, но в это время возвращаются контрабандисты, среди которых Кармен, и та разнимает Хозе и Эскамильо. Тореадор, обращаясь к каждому из контрабандистов, приглашает на бой быков в Севилью, и заявляет, обращаясь к Хозе, что «кто любит, тот придёт» (сцена «Je suis Escamillo, torero de Grenade!»). Забрав товар, контрабандисты хотят уйти, но замечают Микаэлу. Та заявляет, что пришла за Хозе. Кармен с презрением говорит, что Микаэла права, и здесь не место для него. Изначально Хозе не планировал уходить, поклявшись в том, что заставит Кармен «разделить с ним несчастье», но Микаэла сообщает, что мать Хозе при смерти, и они уходят. В то же время он клянётся найти Кармен и довести этот разговор до конца (сцена «Finale: Holà holà José!»).

### Действие четвёртое

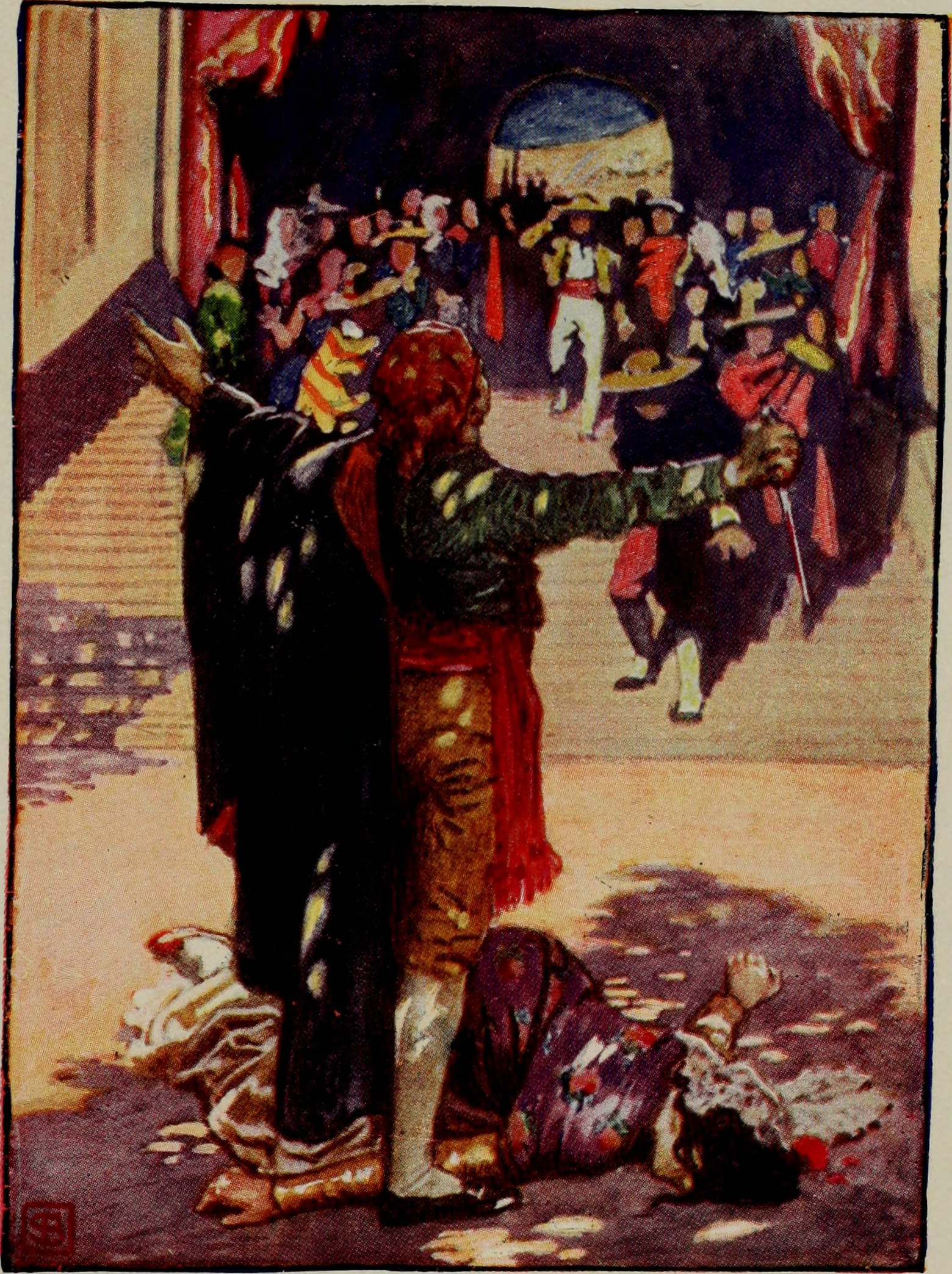
Финал оперы: «Арестуйте меня! Я убил её.»

Площадь в Севилье рядом с ареной для боя быков. Идут приготовления. Площадь полна народа, в числе которых Цунига, Кармен и Мерседес. Кругом царит веселье; появляется Эскамильо (сцена «Les voici! Voici la quadrille!»). Ликующая толпа приветствует его. Эскамильо и Кармен клянутся друг другу в любви. Когда тореадор выходит на арену, Фраскита и Мерседес предупреждают Кармен, что за ней следит Хозе, но та заявляет, что не боится встречи c ним (сцена «Si tu m’aimes, Carmen»). Все уходят на арену, а Хозе находит Кармен и преграждает ей дорогу. Он напоминает ей о том, как раньше она его любила, и просит вернуться к нему, затем слёзно умоляет и, наконец, угрожает. Кармен остаётся непоколебима — она с презрением бросает кольцо, которое Хозе ей дал, и пытается пройти. Однако он не даёт ей этого сделать и убивает Кармен; толпа приветствует тореадора, одержавшего очередную победу над быком. Во время того, как зрители выходили с арены, Хозе признаётся, что убил женщину, которую любил. Его арестовывают (сцена «C’est toi! — C’est moi!»).

## История создания

### Написание либретто

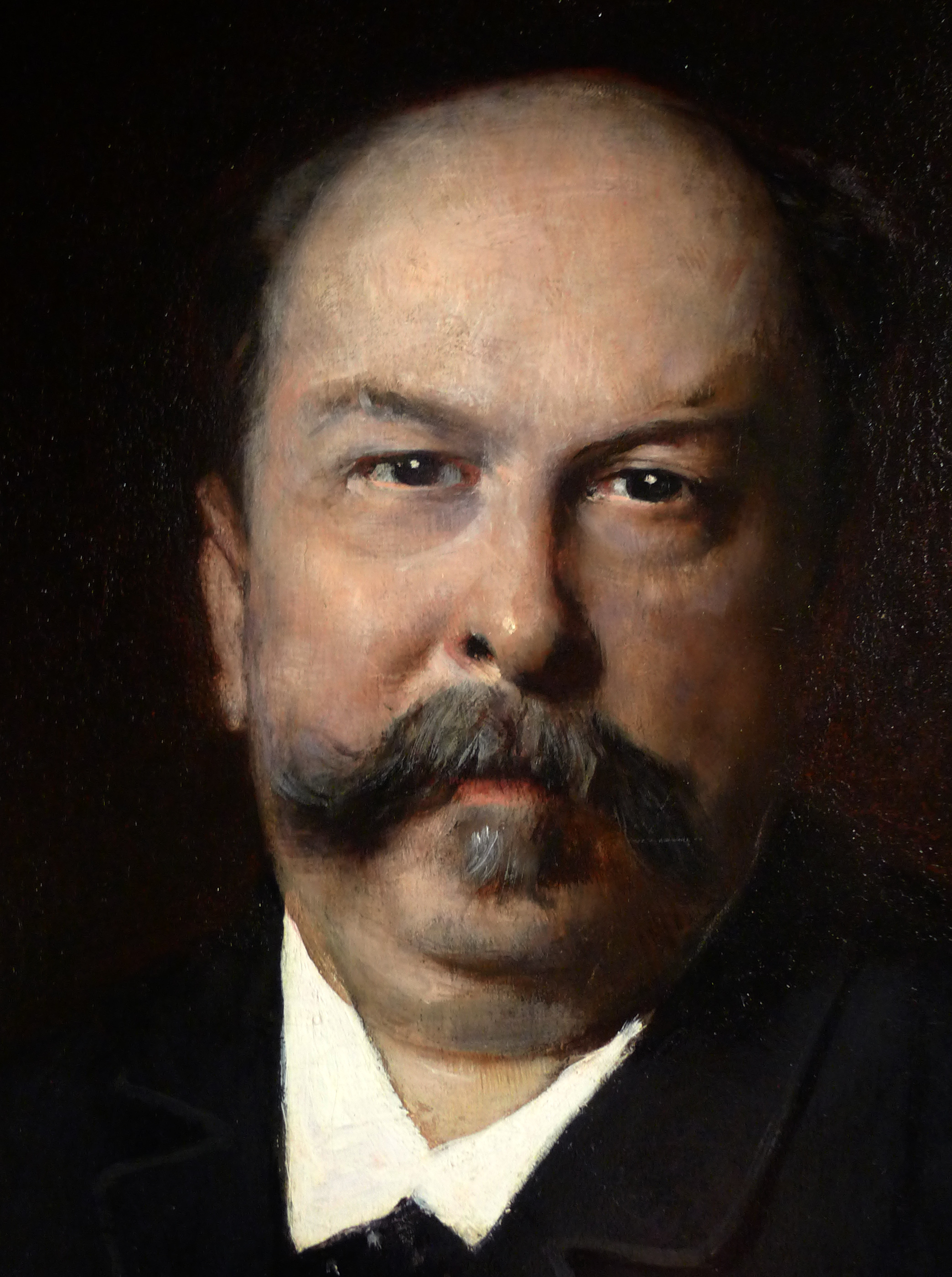
Анри Мельяк (портрет Жюля Эли Делоне, ок. 1880)

Анри Мельяк и Людовик Галеви на протяжении нескольких лет писали либретто к операм вместе, разделяя работу. Так, Мельяк не был склонен к музыке, и поэтому обычно писал диалоги, а Галеви создавал стихотворные эпизоды. В этот период они работали параллельно над комическими пьесами традиционными для их творческого дуэта, которые имеют характерные названия: «Маленькая маркиза», «Простушка», «Вдовушка Лулу», не имеющими ничего общего с драмой, к которой стремился Бизе. Точно неизвестно, когда началась работа над оперой «Кармен». Мельяк и Галеви, как и Бизе, находились в 1873 году в Париже, и могли встретиться. Либретто было создано согласно традициям разговорной оперы (фр. opéra comique), где сцены разделяются диалогом. Сюжет либретто в ряде аспектов стал отличаться от новеллы Проспера Мериме. Так, в оригинале события происходят в более длительный промежуток времени, а повествование идёт от лица Хозе, ожидающего казни в тюремной камере. Также в книге Мериме нет Микаэлы, а вместо тореадора Эскамильо в рассказе фигурирует пикадор Лукас, у которого лишь на некоторое время рождается страсть к Кармен. У последней был муж по имени Гарсия, которого Хозе убивает во время ссоры. Музыковед Мина Кёртисс отмечает изменение образа Кармен в сравнении с новеллой и полагает, что на сцене Кармен бы выглядела неубедительно, как «полнейшее…чудовище», если бы её характер не сделали более ясным и глубоким.

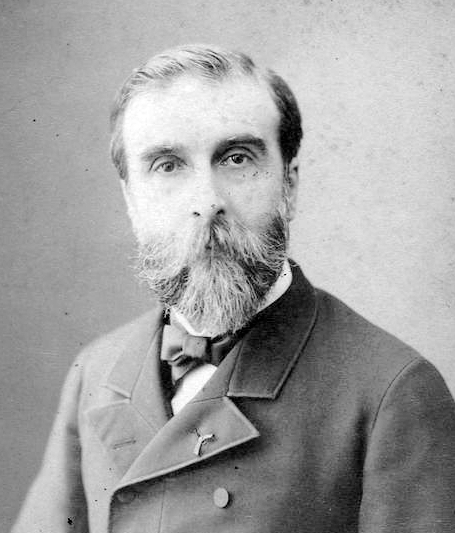
Людовик Галеви (фотография Эжена Пиру)

Известно, что первые репетиции были запланированы на октябрь 1873 года. Бизе же начал сочинять музыку приблизительно в январе 1873 и завершил работу над первым действием к лету. Возможно, к тому же времени уже были написаны черновики второго действия. Тогда же случилась «некая заминка», работа над оперой была временно приостановлена. Называлось несколько причин, в их числе — трудность поиска исполнительницы главной роли, разногласия между Камилем дю Локлем и Адольфом де Лёвеном по поводу целесообразности постановки оперы. Де Лёвен был против постановки с таким сюжетом, считая, что история напугает зрителей, так как театр был семейным. Тогда Галеви сообщил, что сюжет сделают менее драматичным, а характер главной героини будет смягчён, появится «очень невинная, целомудренная молодая девушка» Микаэла. Цыган же представят комичными персонажами, а смерть Кармен в конце будет сопровождаться «триумфальными шествиями, балетами и весёлыми фанфарами». Хотя Адольф де Лёвен перестал возражать, уже в начале 1874 года он ушёл из «Опера-Комик».
Жорж Бизе продолжил работу над оперой в 1874 году. К лету, находясь в пригороде Парижа Буживале, он закончил черновой вариант, состоявший из 1200 страниц музыки. Оркестровка партитуры заняла всего два месяца. Бизе остался доволен результатом, что отразилось в его словах в письме к другу: «Я написал произведение, в котором всё ясно и живо, полно цвета и мелодии». Во время репетиций Жорж Бизе неоднократно менял музыку как по просьбам оркестра, который счёл некоторые мелодии невозможными для исполнения, так и по просьбам отдельных певцов; менять музыку приходилось и по требованию руководства театра. Обстановка в театре в период подготовки к постановке оперы для композитора была неблагоприятной . Так, по воспоминаниям Венсана д’Энди, персонал и администрация «Опера-Комик» считали Бизе «малоудачливым», и все, от «директора до консьержа», «поворачивались к нему спиной». Важное место в музыкальной драматургии оперы должна была играть подвижная, шумная и многоликая толпа, но этот сценический эффект, задуманный композитором, вызвал недовольство и противодействие со стороны актёров и музыкантов, так как не соответствовал традициям «комической оперы». Д’Энди, который регулярно посещал репетиции, писал, что дю Локль, оставаясь приверженным «милым ему и нелепым традициям своего театра», не учитывал интересные и освежающие замечания композитора (например, идею Бизе, чтобы хор в первом действии выходил на сцену не весь сразу, а частями).
Галеви писал 16 марта 1875 года, через 13 дней после премьеры, что испытал во время репетиций оперы самые различные впечатления. Первоначально музыка показалась ему и артистам «неспокойной, запутанной». Постепенно участники постановки стали лучше понимать оригинальные идеи, которыми насыщена эта «очень любопытная и очень особенная партитура», а последние репетиции были «превосходны»: «В качестве публики были завсегдатаи, которые жили все в этой музыке в продолжение трёх или четырёх месяцев и имели поэтому время проникнуть в её красоты. Мы были полны веры в вечер первого представления. Но, увы!..».
Бизе опубликовал вокальную партитуру в марте 1875 года; в ней наблюдались значительные изменения по сравнению с январской версией, проданной издательству Choudens. Также отличается дирижёрская версия, которая была представлена во время премьеры, и, таким образом, окончательного варианта не существует. Это вызывает споры музыковедов о том, каковы были настоящие намерения Жоржа Бизе. Известно, что он также изменил либретто, добавив собственные стихи и изменив последовательность некоторых реплик, так как считал, что ни Галеви, ни Мельяк не поняли смысл новеллы Мериме и потому существенно исказили оригинал. Он изменил текст Хабанеры, исполняемой Кармен, и слова главной героини в сцене третьего действия во время гадания на картах (сцена «Mêlons! — Coupons!»). Помимо этого Бизе переписал начало Сегидильи в первом действии.
Композитор посвятил партитуру оперы дирижёру Жюлю Падлу, объяснив посвящение следующими словами: «Крёстному отцу моих четырёх детей». Дело в том, что Падлу был первым исполнителем четырёх симфонических сочинений Бизе: Скерцо, симфонии «Рим», сюиты «Арлезианка» и увертюры «Отчизна».

### Характеристика персонажей
Большинство персонажей оперы (а именно, солдаты, контрабандисты, Микаэла и Эскамильо) типичны для традиционной разговорной оперы. Хозе и Кармен, напротив, не вписываются в жанровые рамки даже с учётом того, что из кровожадного разбойника и беспринципной интриганки их превратили в более мягких героев, характерных для стиля веризма, свойственного Джакомо Пуччини. Уинтон Дин считает, что главным персонажем оперы является Дон Хозе: «Нас интересует не судьба Кармен, а его судьба». Музыка Жоржа Бизе подчёркивает, как Хозе на протяжении спектакля превращается из честного сержанта в убийцу. Главный герой оперы — единственный персонаж, образ которого претерпевает психологическое и музыкально-драматическое развитие. На протяжении действия в его вокальной партии нарастает экспрессия. В «Музыкальном словаре Гроува» отмечается, что «мастерство в отражении эволюции главного героя драмы» — яркое свидетельство того, что оперу Бизе можно отнести к числу шедевров. В отличие от Хозе, образы других персонажей не развиваются, а представляют собой образы-символы, выражающие определённую сторону человеческого характера. Таким образом персонажи оперы практически не изменяются: «Они не индивидуализированы, выступают скорее как идеи — мужского и женского — и разные их воплощения (Цунига — власть, Тореадор — успех, Хозе — всепоглощающая собственническая страсть и ревность, Кармен — абсолютная свобода желания)».
Образ Кармен, по мнению Дина, таков: «Она искуплена от любого подозрения в пошлости благодаря её качествам мужества и фатализма, столь ярко реализованных в музыке». Другой музыковед, Мина Кёртисс, предполагает, что характер Кармен, созданный музыкой Бизе, отражает также его бессознательную волю к свободе, которую отнял у него брак. Гарольд Шонберг считает, что Кармен — так называемая женская версия Дон Жуана, которая скорее умрёт, чем изменит своим ценностям. В советском музыковедении конфликт Кармен и Хозе рассматривался с классовых позиций. Так, Борис Асафьев писал, что смысл оперы заключается в классовой и этически глубокой силе противодействия Кармен «крестьянски-собственнической психике Хозе». По его мнению, Бизе создал новый яркий образ женщины грядущего мира ценой жизни отрицающей насильственный эгоизм Хозе. Асафьев видел некоторую связь Кармен с образом Дездемоны в драме Шекспира «Отелло». Образ Кармен, отличающийся драматической индивидуальностью, требует исключительно талантливых исполнителей, что приводит к частым проблемам, связанным с поиском певцов. Так, Мария Каллас, хотя и записала партию Кармен, ни разу не выступила в этой роли на публике. Хью Макдональд считает, что во французской опере никогда ранее не было такой роковой женщины, как Кармен, а вне Франции «потомками» можно считать Саломею из оперы Рихарда Штрауса и Лулу из оперы Альбана Берга.
Известно, что Жорж Бизе презирал написанную им музыку для тореадора Эскамильо, заявляя, что «они получили лишь то, что попросили». По словам Дина, «ложь скрывается не в музыке, а в характере», и напротив, музыка, написанная к партиям Микаэлы, «обладает гораздо большей силой, чем у любой героини Шарля Гуно», хотя критики отмечали сходство с его произведениями.

## История постановок

### Подбор исполнителей

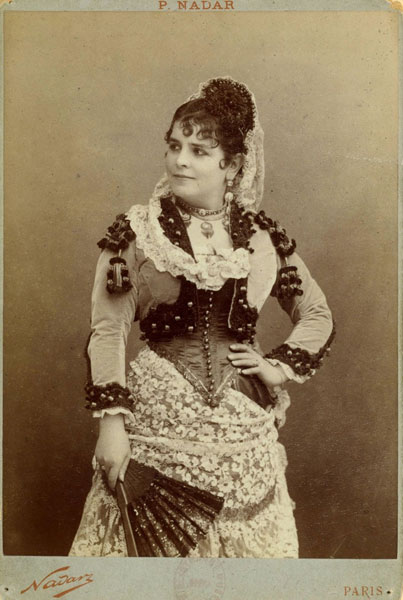
Селестина Галли-Марье — первая исполнительница партии Кармен

Уже летом 1873 года начались поиски певицы на роль Кармен. В прессе часто фигурировало имя Зульмы Буффар, которая, возможно, считалась предпочтительным исполнителем Кармен и среди либреттистов. Буффар пела главные роли во многих произведениях Жака Оффенбаха, однако для оперы Бизе Камиль дю Локль счёл её неподходящей. В сентябре главная роль была предложена Мари Розе, известной выступлениями в «Опера-Комик», Парижской национальной опере, в Лондоне. Розе сразу отказалась, когда узнала, что Кармен по сюжету умирает на сцене. После этой неудачи начались переговоры с Селестиной Галли-Марье, которые продолжались несколько месяцев. В итоге, певица сумела договориться с дю Локлем. Галли-Марье разделяла мнение Бизе о том, что не стоит смягчать сюжет, на чём всегда настаивало руководство театра. В период репетиций, как считалось, у певицы был роман с Жоржем Бизе.
Главную мужскую роль — исполнение Дона Хозе — поручили Полю Лери, восходящей звезде «Опера-Комик», который незадолго до того выступал в спектаклях Лео Делиба и Жюля Массне. Исполнение Эскамильо было поручено Жаку Буи, молодому баритону из Бельгии. Буи имел опыт исполнения роли Мефистофеля в «Фаусте» Шарля Гуно, принимал участие в «Свадьбе Фигаро» Вольфганга-Амадея Моцарта. Маргарита Шапюи, выбранная для роли Микаэлы, несмотря на свою молодость, исполняла главные партии в лондонском театре Друри-Лейн. Импресарио Джеймс Генри Мейплсон отзывался о ней как об одной из наиболее обаятельных певиц, которых он знал.

Иллюстрация 1875 года к опере в Journal amusant

### Премьера
Поскольку репетиции не начались до октября 1874 года, а затем продолжались дольше, чем изначально было запланировано, премьера была отложена. Последние репетиции прошли успешно, и премьера была назначена на 3 марта 1875 года. В этот же день Жоржу Бизе был присвоен Орден Почётного легиона. Дирижировал во время премьеры Адольф Делофр, первое представление посетили Массне, Оффенбах, Делиб, Тома, Лекок, д’Энди и Гуно. Последний заявил, что Бизе украл у него музыку для арии Микаэлы. Кроме указанных композиторов, на премьере присутствовали известные лица: дирижёр Жюль Падлу, писатели Альфонс и Эрнест Доде, Александр Дюма (сын), Людовик Галеви, скульптор князь Паоло Трубецкой. Одним из зрителей был ученик и друг Петра Чайковского Владимир Шиловский, который, восхитившись музыкальными достоинствами оперы, послал русскому композитору только что изданный клавир «Кармен».
Либреттист Галеви описывал свои впечатления в письме к другу. Он отметил, что первое действие и первая часть второго действия были тепло приняты публикой. После арии тореадора почувствовалось охлаждение, в третьем действии аплодисментов удостоилась лишь ария Микаэлы, а в последнем в зале стояла тишина. Самого Бизе утешали лишь несколько его друзей. Даниэль Галеви (сын либреттиста) писал, что публика, которая присутствовала на премьере, «разделилась, изумлённая музыкой, шокированная реализмом сюжета». Позднее критик Эрнест Ньюман отмечал, что сентиментальные зрители были шокированы реализмом действия, низким социальным положением и моральной неполноценностью большинства персонажей. По словам композитора Бенжамена Годара, Бизе резко ответил на его комплимент: «Разве ты не видишь, что все эти буржуа не поняли ни одного жалкого слова из моего труда, который я для них написал?». Жюль Массне же поздравил Бизе, отправив ему записку со словами: «Вы должны быть сейчас счастливы — это большой успех!».
На следующий день пресса неодобрительно высказалась о премьере: мнения варьировались от разочарования до возмущения. Консервативные критики жаловались на «вагнеризм», но основные возмущения были связаны с тем, что Кармен оказалась аморальной соблазнительницей, а не добропорядочной женщиной. Исполнение Галли-Марье один критик вовсе назвал «воплощением порока». Про её исполнение роли Кармен одна из газет писала: «Какая правдивость, но какой скандал!» Другие сравнивали оперу с постановками Даниэля Обера и Франсуа-Адриена Буальдьё, чей репертуар считался традиционным и «Кармен» сильно выделялась из него, что вызывало негодование. Леон Эскюдье высказался о музыке в журнале L’Art Musical следующим образом: «Скучно и мрачно… уши устают от ожидания того, что никогда не наступит». Казалось, что Бизе не удалось оправдать ожидания и тех, кто ожидал от оперы нечто вроде произведений Оффенбаха (так как имена либреттистов ассоциировались именно с этими операми), и тех, кто ожидал от оперы вагнеровскую драму (например, среди таковых был музыковед Адольф Жюльен). Среди других часто встречаемых рецензий:

| В повести, действительно, гибель Кармен есть лишь справедливое возмездие за все те преступления, на которые она наталкивает Хозе, это месть за всех тех, кого она заставила убить; здесь же (в опере), наоборот, Кармен никогда не была виновницей чьего бы то ни было убийства. Единственная её вина — в том, что она совратила с прямого пути склонного к любовным авантюрам солдата, и она является почти невинной жертвой, в то время как истинный преступник — её убийца. | Скромные матери, почтенные отцы семейства! С верой в традицию вы привели ваших дочерей и жен, чтобы доставить им приличное, достойное вечернее развлечение. Что испытали вы при виде этой проститутки, которая из объятия погонщика мулов переходит к драгуну, от драгуна к тореадору, пока кинжал покинутого любовника не прекращает её позорной жизни. |

Последний отзыв, по оценке исследователей, является хрестоматийным примером неосведомлённости и непонимания критикой того времени творчества Бизе. Биограф композитора, Анна Хохловкина, писала следующее: «О каком „погонщике мулов“ идёт здесь речь. По-видимому, автор рецензии объединил действующих лиц „Арлезианки“ и „Кармен“, не зная ни той, ни другой». Среди критиков были и те, кто поддержал оперу Бизе: поэт Теодор де Банвиль с восторгом и аплодисментами встретил оперу, отметив, что наконец были показаны реальные мужчины и женщины, а не «марионетки». В ответ композитор отправил ему записку, в которой благодарил поэта за его «очаровательную статью» посвящённую опере: «Я очень горжусь, что смог вдохновить столь восхитительную фантазию». 10 марта Камиль Сен-Санс отправил Бизе ободряющую записку следующего содержания: «Наконец-то я увидел Кармен. Нахожу её чудесной, говорю вам истинную правду». Бизе в ответ писал Сен-Сансу, что его слова, «подписанные художником и благородным человеком» его безмерно утешили после оскорблений «Кометтанов, Лозьеров и прочих задниц»: «Ты сделал меня гордым и счастливым, и я обнимаю тебя от всего сердца».

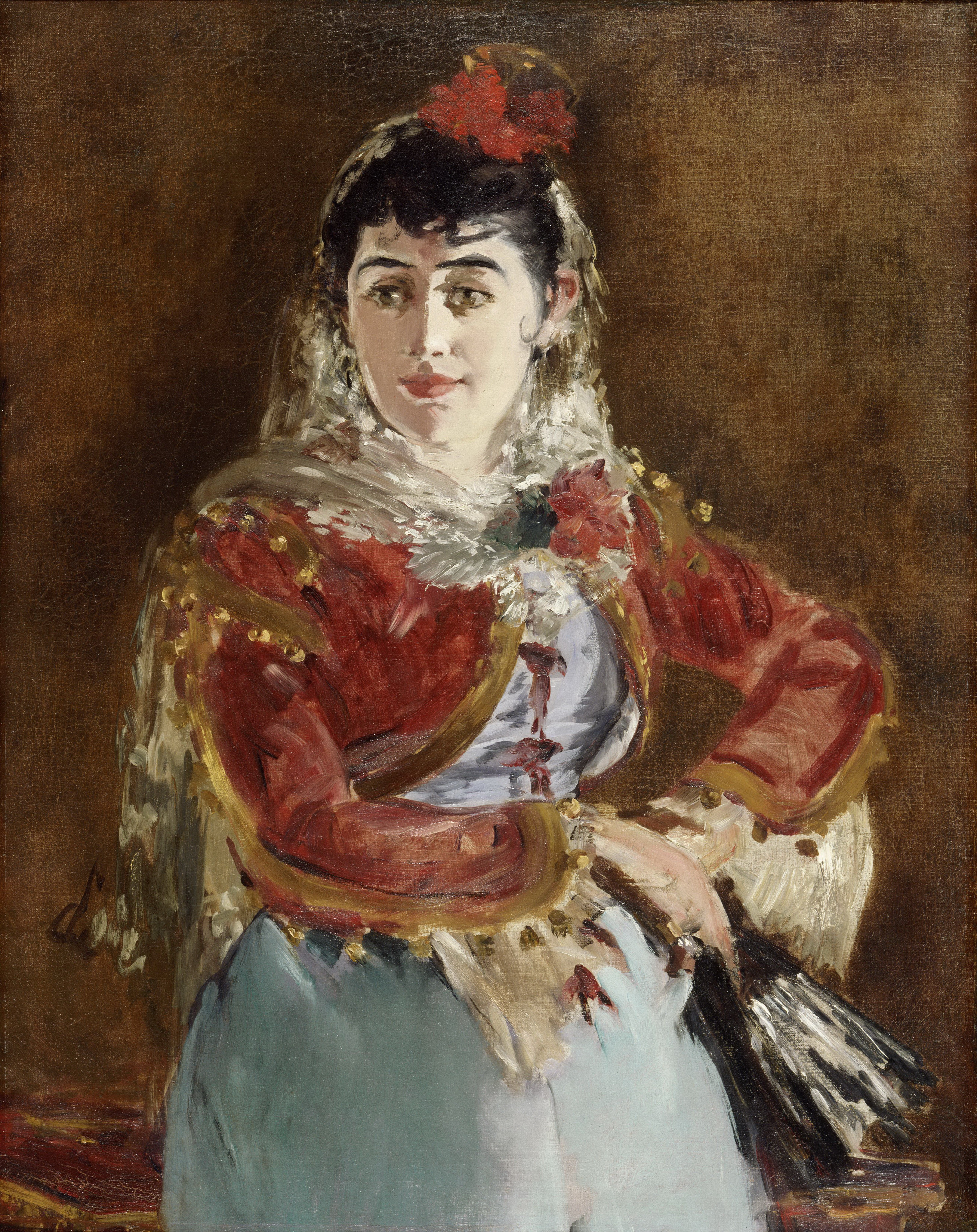
Эмилия Амбр в роли Кармен. Картина Эдуара Мане (1880)

Первый показ в «Опера-Комик» не вызвал сильного ажиотажа; тогда «Кармен» ставили одновременно с гораздо более успешным «Реквиемом» Джузеппе Верди. Часто залы пустовали, даже когда организаторы раздавали большое количество билетов. Утром 3 июня 1875 года Жорж Бизе внезапно скончался от сердечной болезни, на тот момент опера «Кармен» была показана 33 раза. Из-за этого общественный интерес к опере возрос, хотя на непродолжительное время — до окончания театрального сезона. В ноябре 1875 года опера была возвращена в репертуар и показана ещё 12 раз в оригинальном исполнении. В итоге, оперу показали 48 раз. Опера произвела большое впечатление на Ивана Тургенева, который слушал её вскоре после премьеры, и в 1875 году, скорбя о ранней смерти Бизе, в одном из писем писал: «Это самое оригинальное, что появилось во Франции со времени „Фауста“ Гуно». На одном из последних показов, состоявшемся 8/20 января 1876 года, присутствовал Пётр Чайковский со своим братом Модестом Чайковским, о чём последний позже писал: «Редко в жизни я видел брата таким взволнованным от театрального зрелища!» Русский композитор, получив от Шиловского клавир оперы, подробнейшим образом с ним ознакомился. В 1880 году в письме Надежде фон Мекк он восторженно отзывался об опере:
Опера Бизе — шедевр, одна из тех немногих вещей, которым суждено отразить в себе в сильнейшей степени музыкальные стремления целой эпохи. Лет через десять „Кармен“ будет самой популярной оперой в мире…П. И. Чайковский
В 1880 году Чайковский писал брату, что проиграл оперу полностью «и воспламенился снова любовью и удивлением к этой чудной опере», и у него возник план статьи, где была бы отражена мысль, что эта опера представляет собой «едва ли не самое выдающееся лирико-драматическое произведение нашей эпохи…», но статья так и не была опубликована, так как он опасался, что у него не хватает навыков. В этом наброске, изложенном в письме к брату, русский композитор, отмечая, что смело может назвать Бизе гениальным композитором, писал: «Bizet — художник, отдающий дань испорченности вкусов своего века, но согретый истинным, неподдельным чувством и вдохновением». В письме 1883 года Чайковский упоминает, что его прежнее увлечение оперой «Юдифь» Александра Серова «сменилось припадком страсти» к опере Бизе, которую он «вот уже третий день проигрывает сплошь».

### Показ в других городах и возобновление постановки

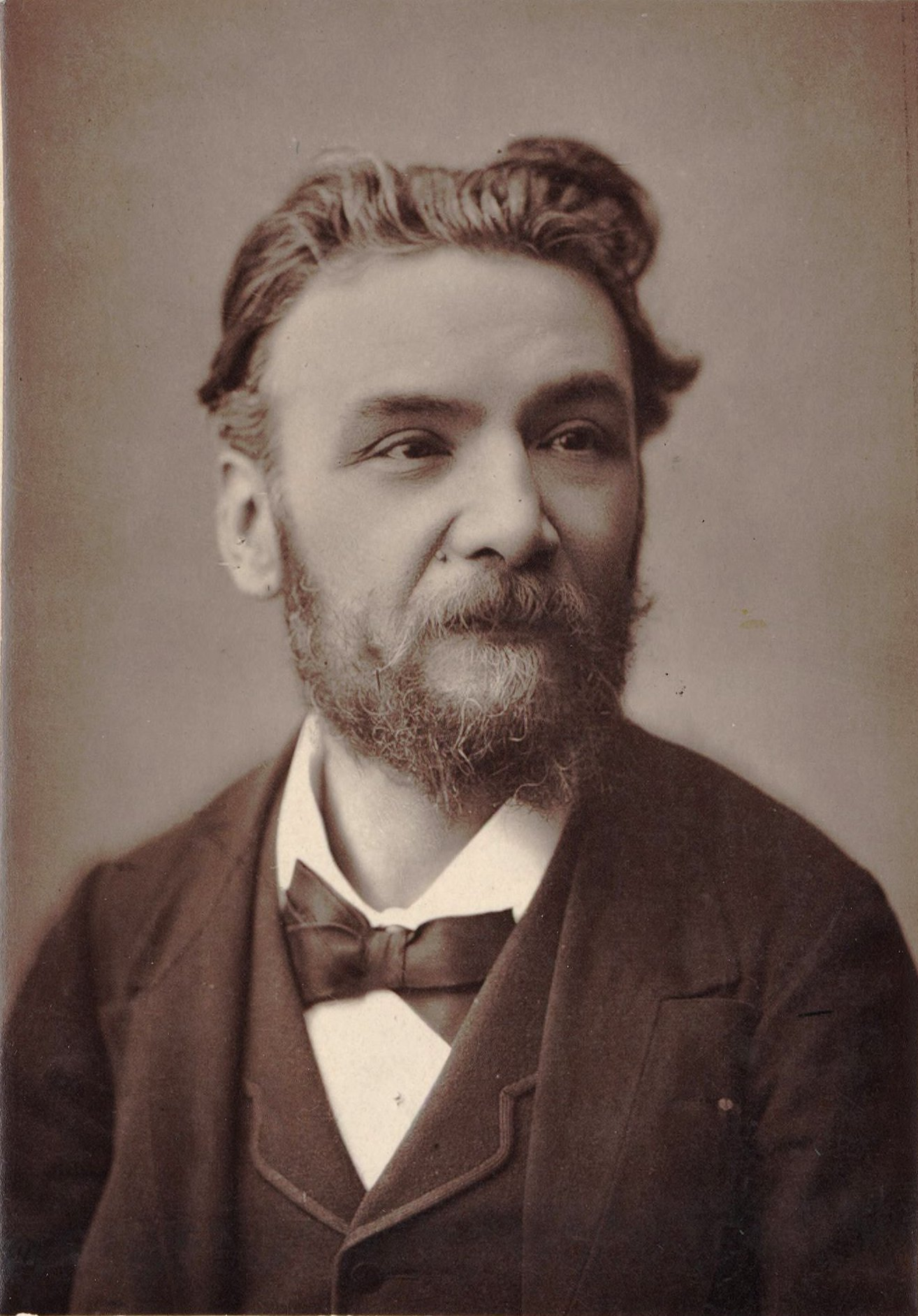
Композитор Эрнест Гиро создал вариант оперы с речитативами

Незадолго до смерти Жорж Бизе подписал контракт на постановку «Кармен» в Венской государственной опере. Друг композитора, Эрнест Гиро заменил диалоги речитативами. «Кармен» приняла вид большой оперы, в ней появилась балетная сцена во втором действии, основанная на музыке из произведения Бизе «Арлезианка». При данной адаптации кое-что из прозаических диалогов пришлось несколько сократить, что, как замечает советский музыковед Иван Соллертинский, привело к некоторым сюжетным несообразностям в «на редкость осмысленном либретто оперы».
Незадолго до первых показов в Вене австриец Франц фон Яунер создал смешанную версию, совместив оригинальные диалоги с речитативами из версии Гиро. Такие постановки стали очень популярны на протяжении последующего столетия.
Несмотря на изменения по сравнению с первоначальным вариантом оперы Жоржа Бизе, венская постановка 1875 года завершилась успехом. Помимо тёплого приёма местной публики, опера получила хвалебные отзывы от Рихарда Вагнера и Иоганнеса Брамса. Вагнер, известный своими нелицеприятными высказываниями в отношении многих современников-коллег, отозвался о работе французского композитора следующим образом: «Слава Богу, наконец-то появился человек с идеями в голове», а Брамс, известный музыкальный антагонист Вагнера, видел оперу 20 раз и говорил, что «пошёл бы на край света, чтобы обнять Бизе». Брамс очень хотел получить партитуру оперы не на время, а в полное собственное распоряжение, о чём писал Фрицу Зимроку в 1882 году: «Мне же хотелось бы иметь её, поскольку это поистине превосходное сочинение и мне оно совершено дорого и интересно».
Восхождение к мировой славе началось с венского триумфа. Далее последовал показ оперы в феврале 1876 года в брюссельском театре Ла Монне, а спустя год опера вошла в постоянный репертуар этого театра с Галли-Марье в главной партии. Далее последовала постановка в Лондоне в Театре Её Величества, где в течение долгого времени Кармен стала исполнять Минни Хаук. Итальянская версия оперы, исполненная Театром Её Величества в Дублине, также возымела успех у публики. Другая постановка в столице Великобритании в театре Ковент-Гарден была отменена после того, как Аделина Патти отказалась от роли. 23 октября 1876 года состоялась премьера в Музыкальной академии Нью-Йорка. В ближайшие пять лет опера была поставлена во множестве европейских и американских театров, в том числе в России.
В 1883 году оперу восстановили в репертуаре «Опера-Комик», главную партию исполняла Адель Изаак. В результате изменения сюжета были устранены вызвавшие спорную реакцию моменты оригинальной постановки. За это Карвальо был резко осуждён критиками, которые сочли, что он поставил «пародию на шедевр»; тем не менее публика встретила постановку с восторгом. Учитывая пожелания критиков, в дальнейшем Карвальо пересмотрел свою позицию и вернул постановку 1875 года с Галли-Марье в главной роли. В 1894 году в главной роли дебютировала Эмма Кальве.

### Всемирный успех

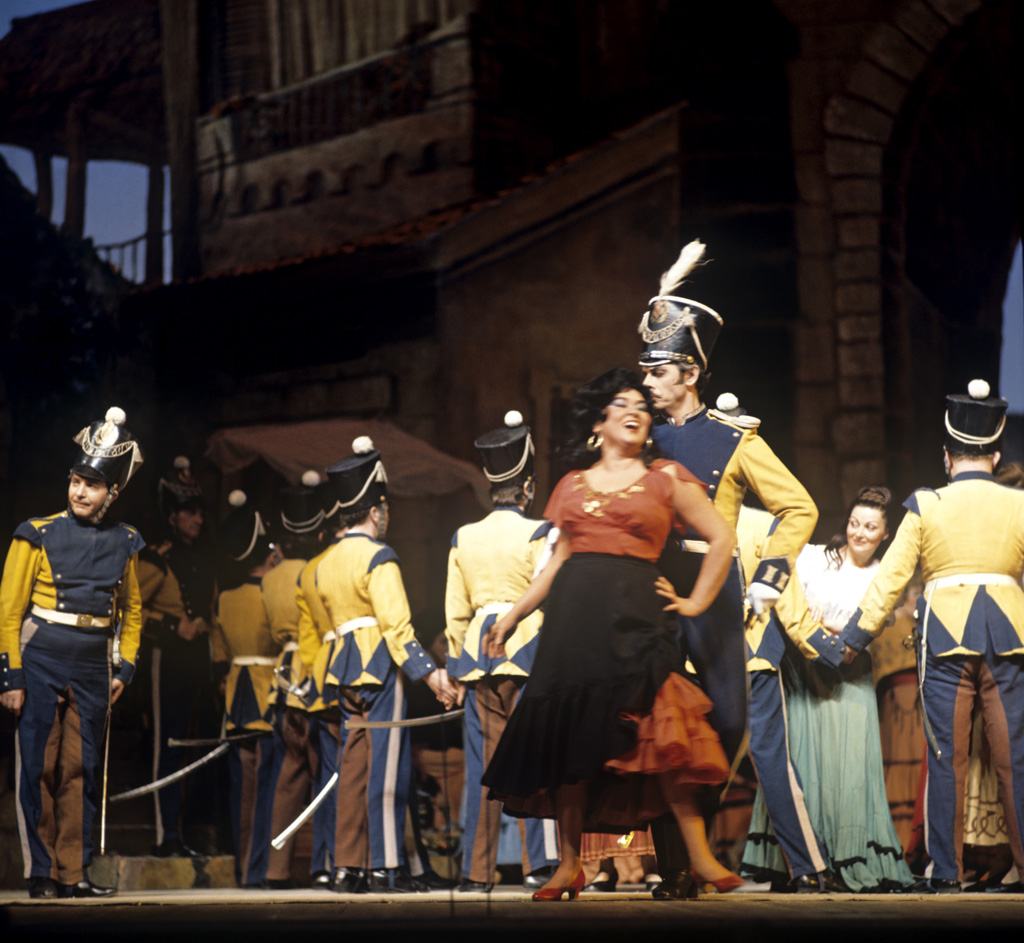
Ирина Архипова (Кармен) и Владислав Пьявко (Хозе) в Большом театре (1972)

В России впервые опера «Кармен» была показана 16 февраля 1878 года в Санкт-Петербурге на сцене Большого Каменного театра (исполняла итальянская труппа), а спустя семь лет, 30 сентября 1885 года, первый спектакль состоялся в Мариинском театре. В Москве впервые опера «Кармен» была показана 27 ноября 1898 года в Большом театре; режиссёром той постановки был Антон Барцал, дирижировал Ипполит Альтани, Кармен — Елизавета Азерская. Партию Цуниги исполнял отец композитора Игоря Стравинского — Фёдор Стравинский. 15 мая 1922 года на сцене «Большого» представили новую постановку оперы под руководством дирижёра Вячеслава Сука; в 1924 году здесь дебютировала в главной партии Мария Максакова. В России опера вскоре стала одной из наиболее репертуарных. Так, в середине 1890-x годов опера успешно шла уже во многих провинциальных театрах Казани, Саратова, Киева, Перми. По состоянию на 2019 год, на сцене Большого театра состоялось десять постановок оперы Бизе, премьера последней — 15 июля 2015 года (режиссёр Алексей Бородин, дирижёр Туган Сохиев, Кармен — Агунда Кулаева). Среди известных исполнительниц главной партии в России выделяют Веру Давыдову, Надежду Обухову, Елену Образцову, Тамару Синявскую, Ирину Архипову. В Санкт-Петербурге в 1908 году на сцене Мариинского театра поставили оперу с декорациями художника Александра Головина, который уже успел создать постановки в Большом театре в начале XX века; она стала одной из лучших постановок театра. Особое место среди мировой оперной классики опера заняла в советский период, когда преобладала ориентация на массового зрителя. Российский музыковед Марина Раку, которая исследует вопросы рецепции классической музыки в советскую эпоху, писала, что в это время «Кармен» воспринималась «как символ самого оперного жанра с его демократичностью, заразительностью и театральными штампами, как своеобразный и особенно выразительный символ извечной коллизии „мужское/женское“, и, конечно, как символ Испании». Широкую известность получила своеобразная постановка в московском Зелёном театре в парке Горького, состоявшаяся 13 июня 1935 года. В ней принимало участие около тысячи человек, а смотрели десятки тысяч зрителей. В прессе были опубликованы ряд откликов и коллективных заметок, а «Рабочая Москва» на своих страницах даже поместила статью с характерным названием — «Рецензия на оперу „Кармен“. Писали шесть тысяч зрителей».
Оперу очень полюбили в Германии, где канцлер Отто фон Бисмарк смотрел её 27 раз, и где Фридрих Ницше был в восторге от услышанной оперы, считая музыку Бизе совершенной. Философ утверждал, что сам он становится «лучшим человеком, когда со мной говорит этот Бизе». В своей работе «Казус Вагнер» (1888) Ницше противопоставил оперу «Кармен» произведениям Рихарда Вагнера. По его наблюдению, чувственная, естественная «музыка Юга», созданная Бизе, контрастирует с холодной, сырой, сентиментальной, надуманной вагнеровской «музыкой Севера»: «Тут говорит другая чувственность, другая чувствительность, другая весёлость. Эта музыка весела; но не французской или немецкой весёлостью. Её веселость африканская; над нею тяготеет рок, её счастье коротко, внезапно, беспощадно». По мнению немецкого философа, музыка Бизе «зла, утончённа, фаталистична», но при этом остаётся популярной, обладая утончённостью расы, а не отдельной личности: «Она богата. Она точна. Она строит, организует, заканчивает: этим она представляет собою контраст полипу в музыке, „бесконечной мелодии“». В 1908 году в Берлине роль Кармен исполнила Эмма Дестинова, а в 1912 году на сцене Штутгартской оперы в главной роли дебютировала шведская певица Сигрид Онегин.
«Кармен» была поставлена в ряде городов Франции, таких как Марсель, Лион и Дьеп, где Галли-Марье вернулась к исполнении роли в 1881 году. Певица написала в августе 1881 года вдове Бизе, что испанская премьера в Барселоне возымела «очередной великий успех». Леон Карвальо, ставший руководителем «Опера-Комик», продолжал считать оперу аморальной и отказывался восстановить её в репертуаре театра. Мельяк и Галеви поддержали возобновление постановки при условии, что Галли-Марье не будет участвовать: они обвинили певицу в неудаче премьеры. Ги де Мопассан в своём очерке «Сицилия» (1885) писал, что на итальянском острове сицилийцев «приводит в восторг» опера Бизе, и там с утра до ночи можно услышать, как «прохожие на улице напевают знаменитого „Тореадора“».

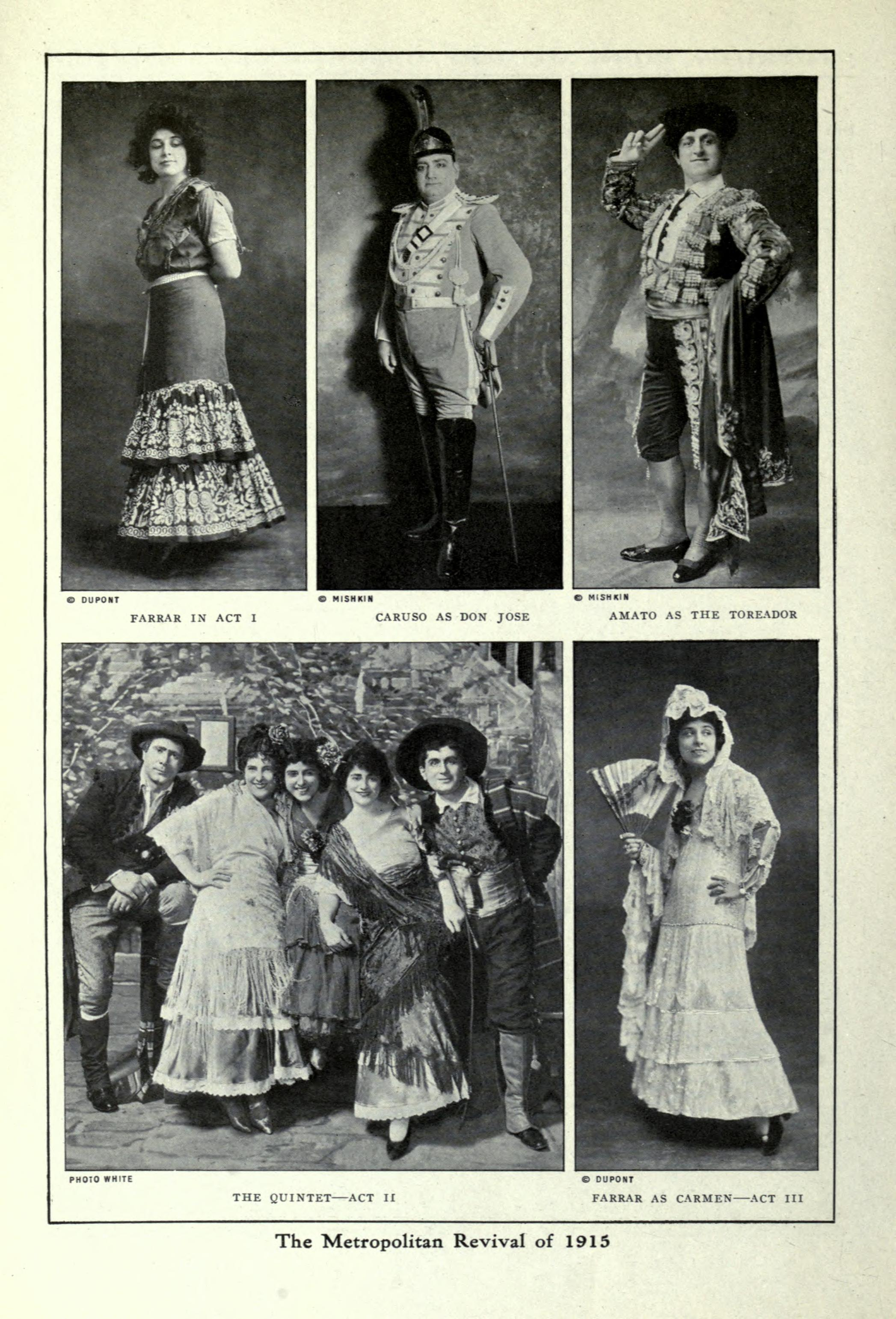
Джеральдина Фаррар, Энрико Карузо и Паскуале Амато в Нью-Йорке (1915)

9 января 1884 года состоялась премьера спектакля на сцене Метрополитен-оперы в Нью-Йорке, которая была по-разному оценена прессой. The New York Times назвала постановку «приятной и эффектной», однако исполнение главной партии Селией Требелли было принято не так радушно в сравнении с Минни Хаук. Затем «Кармен» быстро вошла в постоянный репертуар Метрополитен-оперы, в 1885 году главную роль исполняла Лилли Леман. В феврале 1906 года Энрико Карузо впервые исполнил роль Хозе и продолжал выступать вплоть до 1919 года. 17 апреля 1906 года во время гастролей он пел в оперном театре в Сан-Франциско, а после исполнения читал рецензии в газетах до трёх часов утра, а спустя ещё два часа произошло землетрясение в городе и певцы незамедлительно покинули отель, где находились. Позднее на сцене в Нью-Йорке главную партию исполняли Роза Понсель (1935) в постановке с хореографией Джорджа Баланчина, Дженни Турель (1937), Ризе Стивенс (исполняла главную роль с 1946 по 1961 год).
В Америке популярность оперы «Кармен» сохраняется в течение нескольких поколений, а в 2011 году в Метрополитен-опере спектакль был показан в тысячный раз. Успех сопутствовал опере не только в Америке, но и во многих странах мира. Хабанера из первого действия, а также куплеты тореадора из второго, стали одними из самых популярных оперных арий в мире. Большинство постановок за пределами Франции следовали «смешанной» версии Франца фон Яунера и были насыщены балетными сценами и антрактами. В то же время Камиль Сен-Санс в 1919 году считал добавление балета в оперу «пороком» и всегда удивлялся, почему вдова Бизе, которая на тот момент была ещё жива, позволяла делать это.

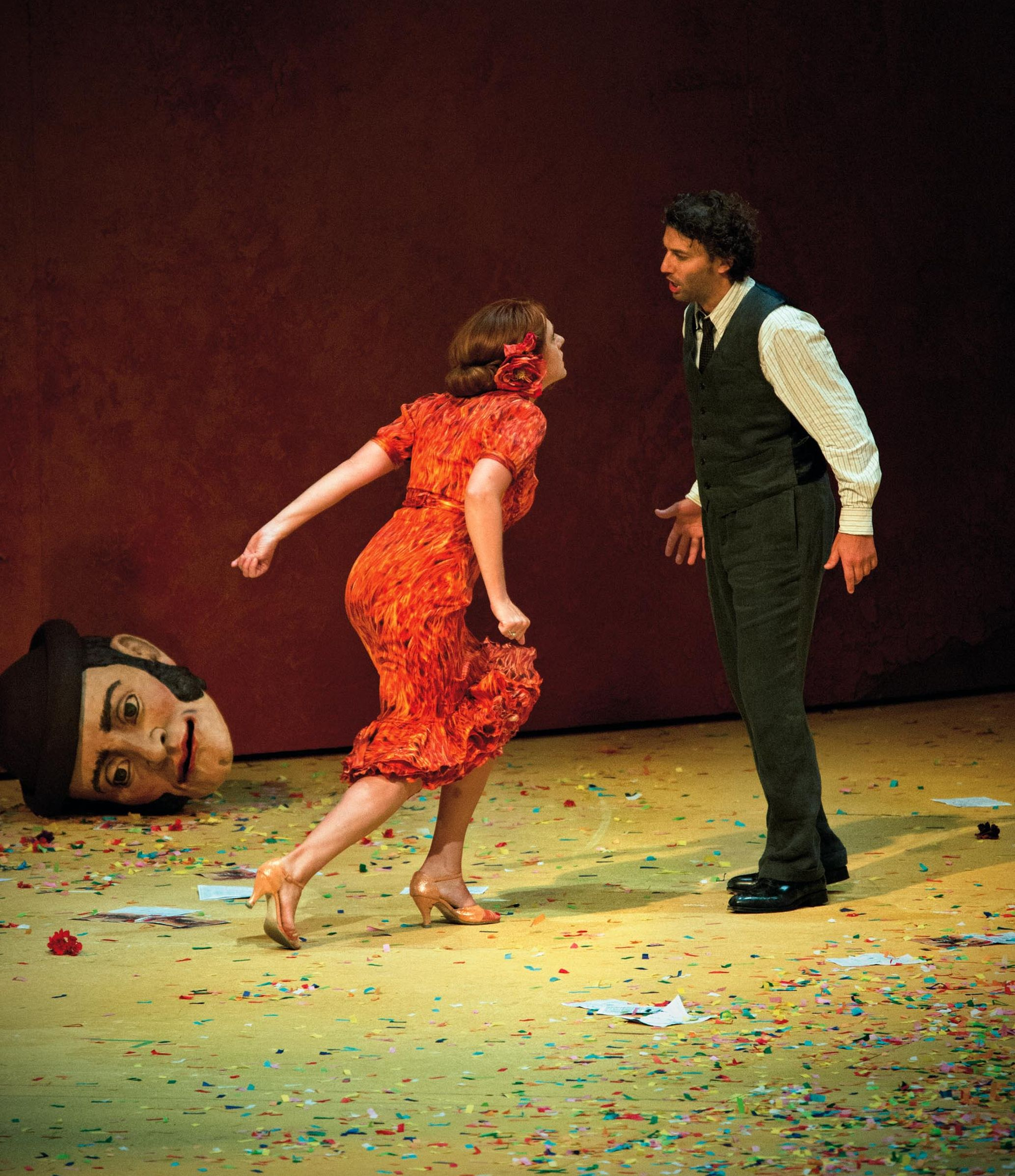
Магдалена Кожена (Кармен) и Йонас Кауфман (Хозе) в Зальцбурге (2012)

В «Опера-Комик» после возобновления 1883 года опера «Кармен» всегда исполнялась только в диалоговом первоначальном варианте с минимальным количеством музыкальных «украшений». К 50-летию рождения Жоржа Бизе в 1888 году опера была исполнена там 330 раз, в 1891 году её повторили 500 раз, в 1904 году 1000 раз, а к 1938 году число представлений составило 2271. Габриэль Форе в своей статье, написанной в 1904 году по случаю тысячного представления оперы, отмечал, что её премьера безусловно могла изумить и ошеломить завсегдатаев «Опера-Комик», и показаться мало соответствующей традициям этого театра, писал: «Но необъяснимо, как музыка Бизе, полная света, красочности, искреннего чувства и очарования, не покорила публику с первого же появления; как могли не взволновать эту публику её драматизм, её патетика и огромная сила страсти». Речитативная версия оставалось нормой в течение многих лет; первыми известными примерами с новой версией диалогов являются постановки оперной компании Карла Розы в Лондоне (1947) и «Комише опер» в Берлине (1949). Однако ни одно из этих нововведений не закрепилось, как не оказалась удачной и попытка сделать то же самое в Ковент-Гардене в 1953 году. Аналогично сложилась судьба постановки в американском Колорадо.
Уинтон Дин отмечал, что попытка изменения диалогов приводит к искажению драматической части: опера звучит не плавным движением, а рывками; роль второстепенных персонажей уменьшается. К концу XX века версии с диалогами получили распространение за пределами Франции, однако и в XXI веке встречаются различные постановки. Постановка Фрица Эзера должна была компенсировать эти проблемы, однако она также оказалась неудачной, так как несмотря на то, что Эзер вернул удалённые после первых репетиций Жоржем Бизе фрагменты, он не учёл последующие изменения, которые происходили в течение многих лет; в результате, по мнению Сьюзен Макклари, «непреднамеренно сохраняется ранний вариант оперы». В XXI веке появились новые варианты, созданные Робертом Дидионом и Ричардом Лангэмом-Смитом. Они были опубликованы Шоттом и Питерсом, соответственно. Оба варианта значительно отличаются от вокальной партитуры Бизе 1875 года. Музыковед Хью Макдональд считает, что запоминаемость музыки из оперы Бизе сделает её бессмертной, а её статус оперной классики не подвергается сомнению.
Опера «Кармен» и по сей день является одним из самых популярных театральных представлений, над постановкой которой трудилось множество известных деятелей искусства, таких как Франко Дзеффирелли, который в 1978 году поставил «Кармен» на сцене Венской оперы. В его постановках были массивные декорации, помимо этого он наполнял сцену множеством людей и даже животных. Дзеффирелли затем ставил «Кармен» и на сцене Арена ди Верона. В Эдинбурге, Гамбурге и Милане над постановкой оперы Бизе трудился Пьеро Фаджони, в Цюрихе — Жан-Пьер Поннель.
Некоторые современные постановки вызывают споры и критику. Так, поставленная в Парижской национальной опере в 2013 году режиссёром Ивом Бонэ, который перенёс действие оперы в современную Испанию, «Кармен» была с негодованием принята как зрителями, так и СМИ. Иногда главная героиня оперы Бизе превращается из роковой женщины в «икону феминизма». Среди современных постановок в России выделяют спектакли в Большом театре, постановка 2008 года была основана на «разговорном» оригинале Жоржа Бизе 1875 года, действие которого было перемещено в бордель, а постановка 2015 года основана на «речитативной» версии Гиро, которая, напротив, отличается аккуратностью. В постановке Мариинского театра 1996 года на первый план выходят мужчины-контрабандисты и Мануэлита, которую режиссёр решил представить в качестве «экс-Кармен».

## Музыка
Эрве Лакомб в обзоре опер XIX века отмечает, что «Кармен» — одна из немногих постановок, выдержавших испытание временем. Если Лакомб полагает, что спектакль полностью соответствует традициям разговорных опер, то Хью Макдональд считает, что она выходит за рамки этого жанра. С его точки зрения, вневременной оперу делает «сочетание изобилия поразительной мелодии, искусной гармонии и идеальной оркестровки». По мнению Уинтона Дина, главное достижение Жоржа Бизе состоит в том, что он сумел эффектно показать главные действия оперы в музыке, а не с помощью диалогов: «Немногие художники так ярко выражают муки, вызванные сексуальными страстями и ревностью». Музыковед сравнивает Бизе с Моцартом и Верди, которые заставляют аудиторию сопереживать эмоциям и страданиям персонажей своих произведений. Драматургия оперы основана на динамическом развитии образов центральных персонажей, что требует от исполнителей незаурядных вокальных и актёрских способностей. Александр Востряков, неоднократно исполнявший партию Хозе, отмечает, что она характеризуется «огромной сложностью и разнообразием» и требует синтеза мастерства драматического исполнения и лирической проникновенности: «Нужен очень гибкий голос, способный передать всю широту эмоциональных переживаний героя». Одной из характерных особенностей либретто и музыки Бизе является то, что индивидуальные действия персонажей и развитие их образов осуществляется на фоне разнообразных массовых сцен, что позволяет совмещать несколько планов действия. Одиночные номера не только заметно уступают в численном отношении, но их драматургическое развитие, как правило, происходит в составе хоровых и массовых сцен. В литературе отмечается, что посредством такого соотношения достигается двойной эффект: «динамика непрерывно развивающегося действия и зрелищность, массовость» оперы.

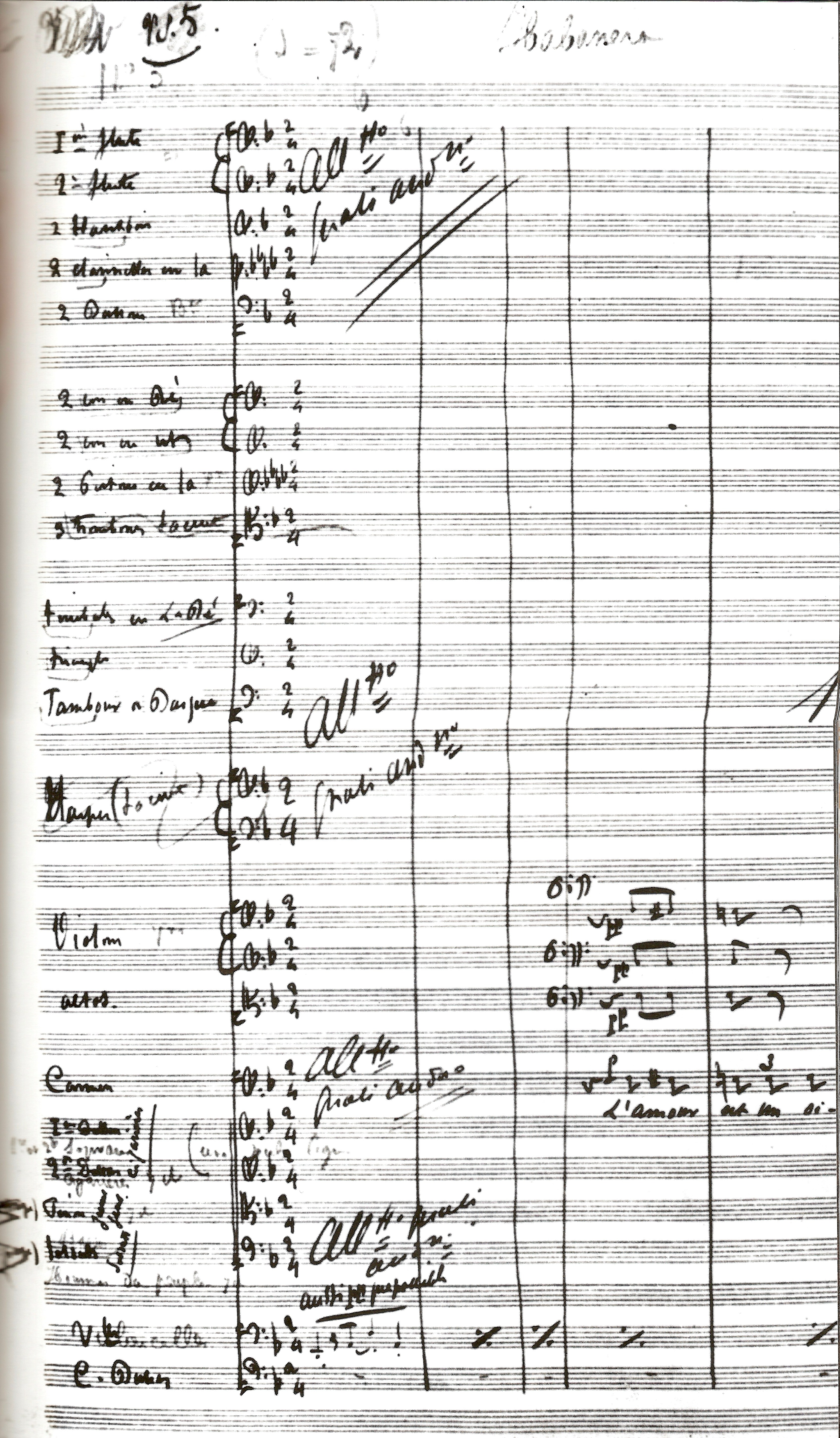
Хабанера Кармен (оригинал рукописи Жоржа Бизе 1874 года)

Бизе, ни разу не посещавший Испанию, искал подходящий источник, чтобы придать своей музыке по-настоящему испанский оттенок. Исаак Альбенис писал по этому поводу: «Я не знаю, как Бизе удалось это сделать, но Испания не родила ничего более испанского, чем „Кармен“!» Хабанера Кармен основана на песне «El arreglito» («Обручение») Себастьяна Ирадьера из его сборника «Цветы Испании», изданного в Париже в 1864 году, которую Бизе изначально принял за народную мелодию, а когда узнал её автора, отразил эту информацию приписав её к вокальной партитуре, где эта тема описана как «подражание испанской песенке». По мнению Ивана Соллертинского, в своей основе ритмика хабанеры имеет не испанский, а креольско-американский характер (что подчёркивается самим названием номера, так как «хабанера» происходит от города Гавана, столицы островного государства Куба) и приближается, как и сам танец, к ритму медленного танго. Одним из наиболее характерных способов раскрытия образа главной героини, придания ему реалистичности является использование композитором песенно-танцевальных жанров в её партии, на что обращал внимание советский музыковед Арнольд Альшванг. В сцене «Coupe-moi, brûle-moi» Бизе использовал народную песню, а в других эпизодах, например, во время Сегидильи Кармен, — мотивы фламенко. Хотя опера всё же французская, а не испанская, «инородные мелодии» вносят вклад в создание уникальной атмосферы, не являясь основополагающим компонентом оперы.
Увертюра к опере состоит из трёх частей: выхода тореадоров на арену (из четвёртого действия), припева из арии Эскамильо (из второго действия) и мотива, представленного в двух слегка отличающихся формах. Они описывают как саму Кармен, так и судьбу, которую она олицетворяет. Этот мотив, исполняемый на кларнете, фаготе, корнете и виолончелях завершает увертюру резким крещендо. После того, как занавес поднимается, первые сцены пропитываются светлой атмосферой, и так происходит до того момента, когда появляется Кармен. Мотив судьбы возникает во время исполнения Хабанеры, и достигает пика, когда Кармен бросает цветок к ногам Хозе. Сам лейтмотив — «роковая тема», который «пронизывает» музыкальную ткань оперы, построен на оборотах увеличенного лада («цыганская гамма»). Дальнейшее исполнение Хозе монолога в ля мажор является переломным моментом. Затем вновь возвращается мягкое настроение (при втором появлении Микаэлы), которое сопровождается игрой кларнета и струнных инструментов; однако вскоре, когда происходит ссора работниц табачной фабрики, спокойствие нарушается. Во время исполнения Сегидильи, нацеленной на то, чтобы вывести из себя Хозе, это и происходит — тот отвечает резкими возгласами (ля диез); затем фрагмент исполненной Сегидильи повторяется, но кратко, и этот эпизод предшествует побегу Кармен. Жорж Бизе несколько раз переписывал этот финал действия, чтобы усилить драматический эффект.
Второе действие начинается с антракта, основанного на мелодии, которую Хозе будет петь при следующем появлении. Появлению Эскамильо предшествует праздничная сцена, при исполнении которой используются медные духовые, а также ударные инструменты, которые создают особенную атмосферу вкупе с пением людей, эту сцену Эрнест Ньюман считает «наполненной воодушевления и музыкального остроумия». По поводу сцены появления в таверне, привыкшего к почитанию и вниманию у толпы тореадора, Константин Станиславский заметил: «Это то же, что Шаляпин пришёл в трактир». После появления Хозе происходят сцены взаимного ухаживания, во время которых Кармен играет на кастаньетах, танцует и поёт; это даже заглушает звук корнета, призывающего Хозе к возвращению на вечернюю поверку. Приглушенный мотив судьбы, исполненный на английском рожке, предшествует длительной песне Хозе, заканчивающейся на высоком устойчивом си бемоль. После ссоры из-за намерения Хозе вернуться к службе и последующей ссоры с капитаном Цунигой, действие завершается триумфальным гимном свободе.
Антракт к третьему действию был изначально предназначен для произведения «Арлезианка». Музыковед Эрнест Ньюман характеризует эту мелодию как «изысканную миниатюру, имеющую множество переплетений между духовыми инструментами». По мере развития событий, в музыке ощущается развивающаяся напряжённость в отношениях Хозе и Кармен. Мотив судьбы вновь появляется при гадании на картах, когда Кармен предсказывает скорую смерть. Эта сцена, одна из кульминационных в опере, построена на излюбленном композитором приёме контраста,— трагические интонации Кармен, звучащие в её партии, когда карты предсказывают смерть («Смерть! сначала мне, потом ему»), обрамляют весёлые возгласы Фраскиты и Мерседес. По мнению Хохловкиной, эта сцена, в которой предсказана судьба Кармен, оставляет впечатление высшей точки «в развитии её образа, более глубокого и значительного, чем он казался до этих пор». Следующая за ней ария Микаэлы наполнена чувствами, но в музыкальном плане не имеет особенностей. По мнению Игоря Стравинского, ария гадания является настоящим украшением оперы «наряду с соль-бемоль-мажорным ансамблем контрабандистов, квинтетом и последней сценой Хозе (лучшей музыкой оперы) выглядит жемчужиной в окружении полудрагоценных камней». В середине третьего действия, во время столкновения Хозе и Эскамильо, которые стали соперниками, музыка отражает их характер и настроение. По мнению Ньюмана, Эскамильо остаётся «непобедимо вежливым и ироничным», а Хозе становится агрессивным и угрюмым. После того, как Хозе уходит с Микаэлой, музыка отражает самые тёмные стороны Кармен; когда же он клянётся вернуться и завершить разговор, вновь появляется мотив судьбы в исполнении духовых инструментов. Мелодия при покидающем сцену Эскамильо показывает растущее напряжение и отчаяние Хозе.
Четвёртое действие начинается с антракта, основанного на тонадилье Мануэля Гарсиа «Мнимый слуга» (исп. El criado fingido). После поднятия занавеса хор мальчиков предшествует маршу тореадоров, во время которого толпа приветствует Эскамильо. После этого следует короткая любовная сцена с Кармен. Продолжительный финал, во время которого Хозе умоляет Кармен вернуться к нему и получает решительный отказ, сопровождается восторженными криками зрителей с арены; после убийства Кармен слышится песня тореадора и мотив судьбы (фортиссимо), которые также перемешиваются с музыкой, отсылающей к сцене с гаданием на картах. Следом за последними словами любви и отчаяния, завершающимися длинным аккордом, занавес опускается без какого-либо дальнейшего музыкального и вокального сопровождения.

## Список сцен
| Номер              | По вокальной партитуре                                                                | Названия сцен на французском языке | Текст на русском языке                                                                                                  | Названия сцен на русском языке | Действующие лица                                                                |
| Действие первое    | Действие первое                                                                       | Действие первое                    | Действие первое | Действие первое                | Действие первое                                                                 |
| ------------------ | ------------------------------------------------------------------------------------- | ---------------------------------- | --- | ------------------------------ | ------------------------------------------------------------------------------- |
| 1                  | Prelude                                                                               | Prelude                            | | Увертюра                       |                                                                                 |
| 2                  | Sur la place chacun passe                                                             | Scène et chœur                     | «Оживленною толпою всё снуёт и бежит»                                                                                   | Сцена и хор                    | Хор солдат, Моралес, Микаэла                                                    |
| 3                  | Avec la garde montante                                                                | Chœur des gamins                   | «Вместе с сменой караула»                                                                                               | Хор мальчиков                  | Хор мальчиков, Цунига, Хозе                                                     |
| 4                  | La cloche a sonné                                                                     | Chœur des cigarières               | «Мы спешим сюда» | Хор табачниц                   | Хор горожан, солдаты, работницы сигарной фабрики                                |
| 5                  | L’amour est un oiseau rebelle                                                         | Habanera                           | «У любви, как у пташки, крылья»                                                                                         | Хабанера                       | Кармен, хор горожан                                                             |
| 6                  | Carmen! Sur tes pas nous pressons!                                                    | Scène                              | «Кармен! Мы встречаем тебя каждый раз»                                                                                  | Сцена                          | Хор горожан, работницы сигарной фабрики                                         |
| 7                  | Parle-moi de ma mère                                                                  | Duo                                | «Что сказала родная?»                                                                                                   | Дуэт                           | Хозе, Микаэла                                                                   |
| 8                  | Que se passe-t-il là-bas? Au secours! Au secours!                                     | Chœur                              | «Поскорей, поскорей помогите нам!»                                                                                      | Хор                            | Хор работниц сигарной фабрики, солдаты, Цунига                                  |
| 9                  | Tra-la-la…Coupe-moi, brûle-moi                                                        | Chanson et Mélodrame               | «Тра-ля-ля-ля! Режь меня, жги меня»                                                                                     | Песня и мелодрама              | Кармен, Цунига, работницы сигарной фабрики, Хозе                                |
| 10                 | Près des remparts de Séville                                                          | Séguédille et Duo                  | «Близ бастиона в Севилье»                                                                                               | Сегидилья и дуэт               | Кармен, Хозе                                                                    |
| 11                 | Finale: Voici l’ordre; partez                                                         | Finale                             | «Вот приказ вам. Ступайте»                                                                                              | Финал                          | Цунига, Кармен                                                                  |
|                    | Entr’acte                                                                             | Entr’acte                          | | Антракт                        |                                                                                 |
| Действие второе    |                                                                                       |                                    | |                                |                                                                                 |
| 12                 | Les tringles des sistres tintaient                                                    | Chanson bohème                     | «В цыганах закипела кровь»                                                                                              | Цыганская песня                | Кармен, Мерседес, Фраскита                                                      |
| 13                 | Vivat! Vivat le torero!                                                               | Chœur                              | «Хвала и честь тореадору!»                                                                                              | Хор                            | Хор поддерживающих Эскамильо, Цунига, Мерседес, Фраскита, Моралес, Лилас Пастья |
| 14                 | 'Votre toast, je peux vous le rendre                                                  |                                    | «Тост, друзья, ваш я принимаю»                                                                                          | Куплеты Эскамильо              | Эскамильо, Фраскита, Мерседес, Кармен, Моралес, Цунига, Лилас Пастья, хор       |
| 15                 | Quintette: Nous avons en tête une affaire!                                            | Quintette                          | «Предложить хотим вам работу»                                                                                           | Квинтет                        | Данкайро, Ремендадо, Кармен, Фраскита, Мерседес                                 |
| 16                 | Halte-là! Qui va là?                                                                  | Chanson                            | «Кто идет, кто идет? Драгун из Алкаля!»                                                                                 | Песня                          | Хозе, Кармен, Мерседес, Фраскита, Данкайро, Ремендадо                           |
| 17                 | Je vais danser en votre honneur…La fleur que tu m’avais jetée…Non! Tu ne m’aimes pas! | Duo                                | «Не рано ли, мой друг?… Видишь, как свято сохраняю… Нет, это не любовь!»                                                | Дуэт                           | Кармен, Хозе                                                                    |
| 18                 | Finale: Holà! Carmen! Holà!                                                           | Finale                             | «Открой, Кармен, открой!»                                                                                               | Финал                          | Цунига, Хозе, Кармен, Данкайро, Ремендадо, Мерседес, Фраскита, хор              |
|                    | Entr’acte                                                                             | Entr’acte                          | | Антракт                        |                                                                                 |
| Действие третье    |                                                                                       |                                    | |                                |                                                                                 |
| 19                 | Écoute, compagnon, écoute                                                             | Sextuor et Chœur                   | «Смелей, друзья, идите»                                                                                                 | Секстет и хор                  | Хор контрабандистов, Мерседес, Фраскита, Кармен, Хозе, Данкайро, Ремендадо      |
| 20                 | Mêlons! — Coupons!                                                                    | Trio                               | «Сложим! Снимем» | Трио                           | Фраскита, Мерседес, Кармен                                                      |
| 21                 | Quant au douanier, c’est notre affaire                                                | Morceau d’ensemble                 | «Не страшен страж нам из таможни»                                                                                       | Ансамбль                       | Фраскита, Мерседес, Кармен, Данкайро, Ремендадо, хор                            |
| 22                 | C’est les contrabandiers le refuge ordinaire                                          | Air                                | «Напрасно себя уверяю»                                                                                                  | Ария                           | Микаэла                                                                         |
| 23                 | Je suis Escamillo, torero de Grenade!                                                 | Duo                                | «Он ещё смеется» | Дуэт                           | Эскамильо, Хозе                                                                 |
| 24                 | Finale: Holà holà José!                                                               | Finale                             | «Постой, постой, Хозе!»                                                                                                 | Финал                          | Кармен, Эскамильо, Микаэла, Фраскита, Мерседес, Данкайро, Хозе, Ремендадо, хор  |
|                    | Entr’acte                                                                             | Entr’acte                          | | Антракт                        |                                                                                 |
| Действие четвёртое |                                                                                       |                                    | |                                |                                                                                 |
| 25                 | A deux cuartos!                                                                       | Chœur                              | «Вот билеты» | Хор                            | Хор горожан, Цунига, Моралес, Фраскита, Мерседес                                |
|                    |                                                                                       |                                    | Вставные балетные номера: Фарандола и Цыганский танец из музыки к драме «Арлезианка», Оле́ из оперы «Пертская красавица» |                                |                                                                                 |
| 26                 | Les voici, voici la quadrille … Si tu m’aimes, Carmen                                 | Marche et Chœur                    | «Вот они! Вот они! Да вот и квадрилья! … Если любишь меня»                                                              | Марш и хор                     | Хор горожан, дети, Эскамильо, Кармен, Фраскита, Мерседес                        |
| 27                 | Finale: C’est toi! — C’est moi!                                                       | Duo et Chœur final                 | «Ты здесь? — Я здесь!»                                                                                                  | Дуэт и финальный хор           | Кармен, Хозе, хор                                                               |

## Рецепция и влияние
Героиню Мериме и Бизе принято относить к так называемым «вечным образам» в мировой культуре (Фауст, Гамлет, Дон Жуан и др.). Отмечается, что опера сыграла важнейшую роль на первом этапе пути превращения Кармен в транскультурный образ, а оперная героиня Бизе в значительной степени заслонила образ из новеллы Мериме. Этот образ применялся и используется на самых различных уровнях, включая высокое искусство (музыка, литература, кинематограф, живопись и др.), поп-арт и даже манеры поведения (мода на «имидж Кармен»).
Натурализм, реалистичные персонажи, показ обыденных сторон жизни в «Кармен», наряду с «Травиатой» Джузеппе Верди, повлияли на эстетику зарождавшегося в Италии музыкального веризма. Анатолий Луначарский писал: «Гениальнейшими произведениями веризма были „Кармен“ Бизе и оперы Мусоргского, возникшие совершенно независимо друг от друга». Современный французский музыковед Жан-Луи Дютрон также отмечает связь оперы Бизе и веризма: «Хотят видеть в „Кармен“ веристскую оперу, хотя веризм не существовал ещё в 1875 году. После Лейлы, Маргариты, Офелии — какой резкий поворот через „Кармен“ к веризму „Сельской чести“ Масканьи!». Драматургия оперы Сергея Рахманинова «Алеко» (наряду с лучшими образцами веризма и русской школы) отмечена влиянием произведения Бизе. Владимир Немирович-Данченко, который создал либретто оперы русского композитора, в начале 1890-х годов в одной из статей писал, что современная опера должна быть содержательна не только в музыкальном, но и в драматическом значении: «Мы требуем умного и интересного либретто. В этом отношении „Кармен“ особенно современна». Сочинение Бизе оказало определённое воздействие и на формирование французского музыкального натурализма (оперы Альфреда Брюно на сюжеты из произведений Эмиля Золя и «Луиза» Гюстава Шарпантье). Американский композитор Джордж Гершвин сравнивал свою «народную оперу» «Порги и Бесс» с операми «Борис Годунов» Модеста Мусоргского и «Кармен», в музыковедении связь «Великой американской оперы» с сочинением Бизе считается очевидной.
После первых постановок оперы в России была предпринята попытка её адаптации в виде оперетты-пародии под названием «Цветок любви и проклятия» (автор переработки драматург В. Александров). Её премьера была задержана из-за последовавшего протеста дирекции императорских театров, но авторы внесли некоторые изменения в партитуру и имена персонажей и уже с новым названием «Под гнётом страсти» вновь представили оперетту в цензурный комитет.

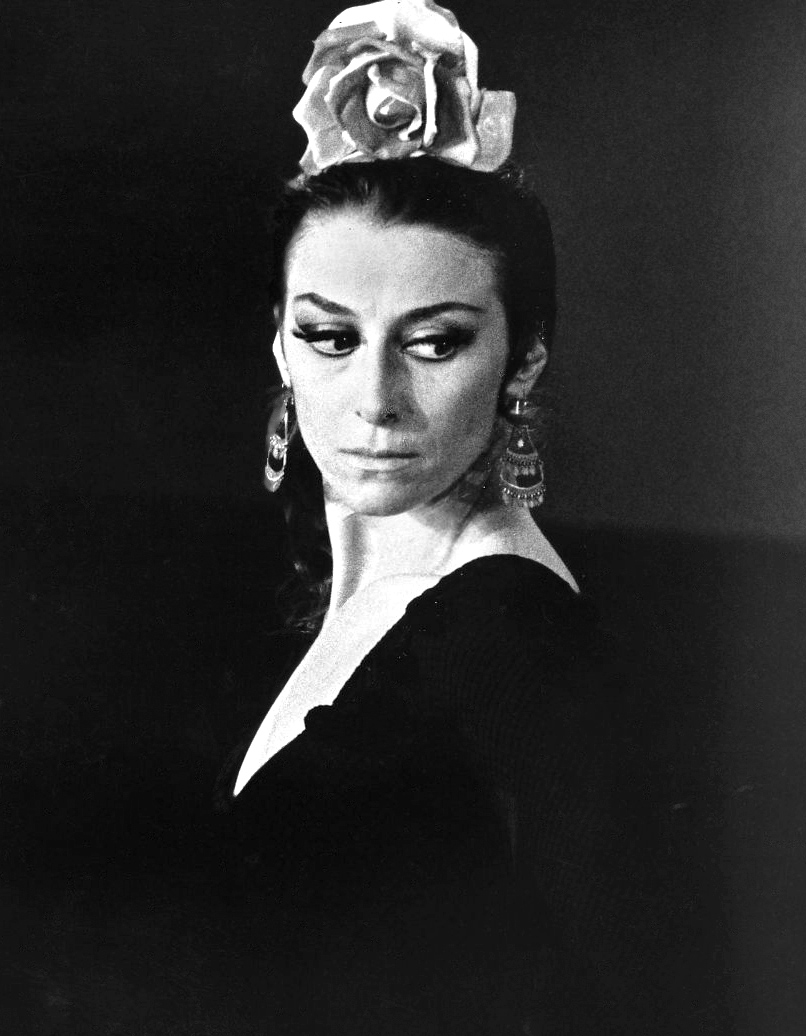
Майя Плисецкая в образе Кармен в балете Родиона Щедрина (1974)

В 1883 году испанский композитор Пабло де Сарасате написал «Кармен-фантазию» для скрипки, которую музыканты и музыковеды считают «гениальной и технически сложной». Написанная в 1920 году Ферруччо Бузони «Сонатина № 6» также основывается на опере «Кармен». Фортепианную транскрипцию на темы из оперы создал и с успехом исполнял в своих концертах Владимир Горовиц. В XX веке была осуществлена постановка целого ряда балетных спектаклей на сюжет новеллы «Кармен» в той или иной мере базирующихся на музыке Жоржа Бизе. Считается, что первой такой постановкой в XX веке стал одноактный балет «Кармен» хореографа Касьяна Голейзовского, показанный в Московском художественном балете в марте 1931 года. Тематический материал оперы в этом балете был представлен в музыкальной обработке Бориса Бера. В 1939 году на сцене чикагского «Пейдж-Стоун балле» был поставлен одноактный балет на музыку Бизе, под названием «Ружья и кастаньеты» осуществлённый балетмейстером Бентли Стоуном по сценарию Рут Пейдж. В 1949 году состоялась премьера одноактного балета «Кармен» Ролана Пети на музыку из оперы в аранжировке и оркестровке Томми Десерра. В 1967 году Родионом Щедриным с использованием музыкального материала оперы была написана «Кармен-сюита». Это произведение было написано специально для Майи Плисецкой, жены Щедрина и на тот момент балерины Большого театра.
В музыковедении обсуждается вопрос о влиянии оперы Бизе на симфонию № 5 Дмитрия Шостаковича. Известно, что последний восхищался партитурой «Кармен» и отклонил предложение Плисецкой о создании для неё балета на темы из оперы. Вероятно первым, кто заметил влияние тематического материала оперы на интонационный комплекс симфонии, был Лев Мазель. Он обратил внимание, что мелодико-гармонические обороты побочной партии первой части симфонии, вызывают ассоциации с оборотами припева «Хабанеры» (на словах «Любовь, любовь»), но предполагал, что это «внешнее» влияние было случайным. Владимир Спиваков писал, что Шостакович не случайно ввёл в симфонию «цитату из „Кармен“, тему любви». По мнению Александра Бендицкого, советский композитор обратился к опере Бизе в связи с его неудачным романом с переводчицей Еленой Константиновской, которая уехала в Испанию, где её избранником стал кинодокументалист Роман Кармен. Таким образом совпадение фамилии последнего с нарицательным именем «женщины-вамп» вызвало ассоциативную связь произведения Шостаковича с оперой Бизе. Бендицкий находит в этой симфонии «с двойным дном» автобиографические мотивы, связь между смертью и любовью, близкие ритм, мелодику, звуковысотность, тональность (побочная партия репризы D-dur, как и в Хабанере), испанский колорит. По его мнению: «Симфония — гигантская парафраза на „Кармен“. Многие мастера обращались к опере Бизе. Каждый в своей сфере — Сарасате, Горовиц, Щедрин. Творение Шостаковича высоко возвышается в этом ряду». Он также усматривает тематическое влияние оперы (из финальной сцены) и в симфонии № 6 Шостаковича. По мнению Марины Раку, трактовка программы Пятой симфонии, предложенная Бендицким, является излишне «размашистой», а появление указанных реминисценций видимо носило исключительно интрамузыкальный характер. Манашир Якубов поддерживает тезис о влиянии оперы Бизе на Пятую симфонию Шостаковича и распространяет его на некоторые другие сочинения композитора.
Музыковед Михаил Мугинштейн отмечает, что опера Жоржа Бизе повлияла на творчество натуралистов — Эмиля Золя и Ги де Мопассана. Действия опер «Богема» Джакомо Пуччини и «Воццек» Альбана Берга тоже были созданы под влиянием «Кармен». Несмотря на известную противоположность творческих устремлений Бизе и Клода Дебюсси, «Кармен» оказала влияние на оперу последнего «Пеллеас и Мелизанда». По мнению биографа Дебюсси Юрия Кремлёва, при всем различии этих опер, помимо идеи слабого героя, «Кармен» является предшественницей оперы Дебюсси в концепции «самого конфликта ревности, ведущей к преступлению» и отмечал некоторое влияние мелодики «Арлезианки» на оперу «Пеллеас и Мелизанда». Кроме того, при сопоставлении этих опер советский музыковед приводил высказывание Ромена Роллана, который противопоставлял их искусству Вагнера, но при этом помещал творения Бизе и Дебюсси по разные полюса «французского гения»: «Одна — вся вовне, вся жизнь, вся свет, без теней, без недосказанности. Другая — вся интимная, вся потонувшая в сумерках, вся окутанная молчанием. Этот двойной идеал, эту игру тонких солнечных лучей и лёгкого тумана создаёт мягкое, туманно-сияющее небо Иль-де-Франса».
Образ Кармен, художественная передача коллизий оперы и отсылки к ней нашли своё место и в литературе. «Кармен» была любимой оперой Антона Чехова, одной из любимейших у Ивана Тургенева, Михаила Булгакова, Владимира Набокова. Упоминания про шедевр Бизе и различные отсылки к нему можно найти на страницах повести «Деревня» Ивана Бунина, «романа-оперы» Булгакова «Белая гвардия», очерка «Кармен» Александра Куприна, дебютном романе «Приют грёз» Эриха Марии Ремарка, повести «Светлая личность» Ильфа и Петрова и др. Опера стала очень популярна в России, что сказалось на возросшем интересе к творчеству Мериме — тема Кармен прочно вошла в русскую поэзию. В той или иной мере отдельные мотивы из произведений Мериме-Бизе можно найти у таких разных поэтов как: Александр Блок, Марина Цветаева, Владислав Ходасевич, София Парнок, Игорь Северянин, Вадим Андреев, Юнна Мориц и др. Поэт Александр Блок в 1914 году создал поэтический цикл «Кармен», посвящённый оперной певице Любови Дельмас. Её исполнение роли Кармен произвело на Блока огромное впечатление, что нашло отражение в лирическом цикле из десяти стихотворений, имеющих ассоциативные отсылки к опере Бизе. Чувство, которое произвела певица на русского поэта, впервые увидевшего её в роли Кармен, выразилось в стихотворении «Как океан меняет цвет…», которое открывает поэтический сборник. Это стихотворение заключает в себе цитату из оперы и её русского текста либретто и содержит отсылку к сцене первого акта («Хор и сцена», выход Кармен). Различные переклички, реминисценции, ассоциативные связи с «Кармен» Бизе, имеют место и в других стихотворениях сборника. В целом в нём схематично и последовательно, практически акт за актом, можно проследить общий сюжет всей оперы. По мнению литературоведа Андрея Михайлова, если в трактовке образа Кармен Блок целиком зависел от оперы Бизе, то и другие русские поэты находились под её влиянием, и в своём творчестве о новелле Мериме они практически не вспоминали, за исключением Игоря Северянина. В поэзии Северянина можно найти и неоднократные упоминания героев оперы Бизе: «Шампанский полонез» («Mignon с Escamilio! Mignon с Escamilio!..»), «Кармен» («О, Жорж Бизэ! О, Меримэ!»), «Г-же Макаровой» («Прекрасная „Кармен“ и Амнерис.»). Сонет «Бизе» (1926), из сборника «Медальоны» (1934) поэт заканчивает следующими стихами: «Я верю в день, всех бывших мне дороже, / Когда сердца вселенской молодежи / Прельстит тысячелетняя Кармен!» Важное место образ героини Мериме и Бизе занимает в творчестве Набокова, который был знаком с оперой с самого детства. Так, в своей автобиографической книге «Другие берега» писатель упоминает эпизод про свою привязанность в Биаррице к девочке-парижанке Колетт. Набокову было тогда десять лет, и он хотел бежать с ней от родителей, в связи чем упоминает арию «Туда, туда, скорее в горы» (фр. Lа-bas, lа-bas dans la montagne) — «как пела Кармен в недавно слышанной опере». Набоковед Анатолий Ливри усматривает в этом детском воспоминании прототип Анабеллы из романа «Лолита», в котором образ Кармен и отсылки к ней занимают значительное место. Ливри полемически рассматривает творчество писателя через воздействие Фридриха Ницше, известного поклонника оперы Бизе: «Кармен стала спутницей набоковских героев-ницшеанцев. И в первую очередь — самого Владимира Набокова». Что касается романа «Лолита», то он насыщен многочисленными аллюзиями к новелле Мериме, сюжетными и тематическими перекличками, упоминаниями имени Кармен в различных вариантах и цитатами из рассказа. Несмотря на мнение, что отсылки к «истории Кармен» касаются только новеллы, а не оперы Бизе, ряд авторов отмечает, что музыкальное произведение, как более известное, также является одним из тематических источников романа.
После Октябрьской революции опера Бизе, как одна из наиболее известных массовому зрителю, стала использоваться с пропагандистскими целями. Так, в 1918 году были изданы революционные стихи, среди которых был текст нового «Марша рабоче-крестьянской армии». В подзаголовке этого стихотворения указывалось, что он должен исполняться «на мотив Тореадора» из «Кармен» Бизе. В августе 1918 года Владимир Маяковский в одном из выпусков «Окон РОСТА» писал: «На фронте внутреннем, после стольких мен, с большевиками меньшевистская Кармен». По мнению Марины Раку, поэт сатирически сравнивает меньшевиков с Кармен как женщиной «лёгкого поведения». В 1928 году Маяковский написал стихотворение, в котором пропагандирует сознательную «культурную жизнь», создающуюся с помощью радио в доме рабочего, теперь ему может быть доступна домашняя семейная «ложа» для прослушивания оперы, и в этой связи упоминается «Кармен». В пьесе «Баня» поэт использует «мотив тореадора» для характеристики бюрократа (главначпупса) товарища Победоносикова, который в одной из сцен на этот мотив произносит «Алло, алло!» бросив трубку телефона. В 1929 году Лиля Брик написала пародийный сценарий комедийного фильма «Любовь и долг, или Кармен» с поливариантным сюжетом, в котором главную роль хотел сыграть Маяковский, а в самом сценарии фигурирует «карменистая девица», но съёмки картины были запрещены по цензурным соображениям.
Режиссёр Питер Брук создал адаптацию «Трагедия Кармен» (фр. La Tragédie de Carmen), в основу которого легли четыре главных персонажа оперы, а хор был игнорирован. Брук сотрудничал с писателем Жан-Полем Карье и композитором Маркусом Константом. Главные арии были переделаны для камерного оркестра. Впервые эта версия была показана в Париже, после чего постановку увидели жители других городов.

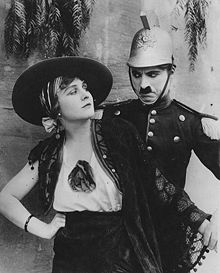
Кадр из фильма «Кармен». Дон Хозьери (Чарли Чаплин) и Кармен (Эдна Пёрвиэнс)

Образ Кармен лёг в основу множества фильмов с самого начала истории кинематографии и общее количество её появлений на киноэкране составляет более полусотни версий. Фильмы снимались на многих языках и в разных странах, среди режиссёров есть такие известные постановщики, как Рауль Уолш, Сесил Демилль, Кристиан-Жак, Отто Премингер, Карлос Саура, Жан-Люк Годар, а также Питер Брук, снявший свою версию в виде фильма. Одними из первых, кто обратился к опере Бизе, воплотив в той или иной мере её элементы в кинематографе, были режиссёры Уолш и Демилль, снявшие свои ленты в 1915 году. В одноимённом утраченном фильме Уолша роль Кармен играла звезда немого кино Теда Бара, а в фильме Демилля эту роль исполняла оперная дива Джеральдина Фаррар, которая после съёмок перенесла свой агрессивный кинематографический образ на сцену Метрополитен-опера, где её партнёром был Энрико Карузо. В том же году был выпущен фильм Чарли Чаплина, пародия на оперу «Кармен» и фильм Демилля. Фильм Премингера «Кармен Джонс» был адаптирован из одноимённого мюзикла Бродвейского театра 1943 года, где действия перенесены в Чикаго 1940 года. Фильм Франческо Рози с Джулией Михенес и Пласидо Доминго в главных ролях, премьера которого состоялась в 1984 году, поставлен по оригинальной версии оперы. В 1990 году был снят фильм «Кармен на льду», который был создан после победы Катарины Витт на Олимпийских играх 1988 года, она же исполняла главную роль; также в фильме снялись фигуристы Брайан Бойтано и Брайан Орсер. В 2001 году режиссёром Робертом Таунсендом был снят фильм «Кармен: Хип-хопера», главную роль в котором исполняла Бейонсе.

## Записи оперы
Оперу «Кармен» неоднократно выпускали на различных звуковых носителях. Первые записи, сделанные на восковом цилиндре для фонографа, датируются 1890-ми годами. Самая ранняя запись всей оперы была сделана в 1908 году с исполнением на немецком языке, Кармен исполняла Эмма Дестинова, Дона Хозе — Карл Йорн, Эскамильо — Херманн Бахман, Микаэлу — Минни Наст.
Впервые звукозапись оригинальной оперы на французском языке была сделана в «Опера-Комик» в 1911 году; Кармен исполняла Маргарита Меренти, Хозе — Агюстарелло Аффре, Микаэлу — Алина Валландри, Эскамильо — Анри Альбер, дирижёр — Франсуа Рульман.
Первая запись, сделанная в России — спектакль в Большом театре, дирижёр — Александр Мелик-Пашаев, Кармен — Вера Давыдова, Дон Хозе — Никандр Ханаев, Микаэла — Наталья Шпиллер, Эскамильо — Владимир Политковский.
Помимо звукозаписей, существует множество видеозаписей спектакля, большинство из которых стали появляться с 1990-х.
| Год  | Театр                                   | Дирижёр                     | Партии                                              | Лейбл                                |
| ---- | --------------------------------------- | --------------------------- | --------------------------------------------------- | ------------------------------------ |
| 1928 | Ла Скала                                | Лоренцо Молайоли            | Буадес, Пертиле, Альфани-Теллини, Франчи            | Arkadia (итал.)                      |
| 1936 | Метрополитен-опера                      | Луис Хассельманс            | Понсель, Мезон, Бурке, Пинца                        | Arkadia                              |
| 1943 | Метрополитен-опера                      | Томас Бичем                 | Джанель, Жобен, Альбанезе, Уоррен                   | Walhall                              |
| 1949 | Римская Опера                           | Винченцо Беллецца           | Стиньяни, Джильи, Р. Джильи, Беки                   | Legato Classics (саундтрек к фильму) |
| 1950 | Опера-Комик                             | Андре Клюитанс              | Мишель, Жобен, Анджеличи, Денс                      | EMI                                  |
| 1951 | Оркестр RCA Victor                      | Фриц Райнер                 | Стивенс, Ж. Пирс, Альбанезе, Меррилл                | RCA                                  |
| 1952 | Большой театр                           | Василий Небольсин           | Борисенко, Нэлепп, Шумская, Ал. Иванов              | Мелодия                              |
| 1954 | Венская Опера                           | Герберт фон Караян          | Симионато, Гедда, Гюден, Ру                         | Gala                                 |
| 1955 | Ла Скала                                | Герберт фон Караян          | Симионато, Ди Стефано, Картери, Ру                  | Cetra                                |
| 1957 | Метрополитен-опера                      | Димитрис Митропулос         | Стивенс, М. Дель Монако, Амара, Гварера             | Nuovo Era                            |
| 1959 | Театр Массимо                           | Пьер Дерво                  | Симионато, Корелли, Френи, Гуэльфи                  | GOP                                  |
| 1959 | Национальный оркестр Французского радио | Томас Бичем                 | Де Лос Анхелес, Гедда, Мишо, Блан                   | EMI                                  |
| 1959 | Большой театр                           | Александр Мелик-Пашаев      | Архипова, М. Дель Монако, Л. Масленникова, Лисициан | Revelation Records                   |
| 1961 | Арена ди Верона                         | Франческо Молинари-Праделли | Симионато, Корелли, Скотто, Бастианини              | GAO                                  |
| 1961 | Берлинский симфонический оркестр        | Хорст Вальтер Штайн         | К. Людвиг, Шок, Мюсели, Прей                        | EMI                                  |
| 1962 | Венская Опера                           | Герберт фон Караян          | Резник, Узунов, Гюден, Протти                       | Hunt                                 |
| 1962 | Оркестр романской Швейцарии             | Томас Шипперс               | Резник, М. Дель Монако, Сазерленд, Краузе           | Decca                                |
| 1963 | Венский филармонический оркестр         | Герберт фон Караян          | Л. Прайс, Корелли, Френи, Меррилл                   | RCA                                  |
| 1964 | Опера Гарнье                            | Жорж Претр                  | Каллас (Кармен), Гедда (дон Хозе)                   | EMI                                  |
| 1966 | Венская Опера                           | Лорин Маазель               | К. Людвиг, Д. Кинг, Пилу, Вехтер                    | Orfeo                                |
| 1967 | Сантьяго                                | Антон Гваданьо              | Резник, Доминго, Стоукс, Винай                      | Legato Classics                      |
| 1967 | Венский филармонический оркестр         | Герберт фон Караян          | Бамбри, Викерс, Френи, Диас                         | Hunt                                 |
| 1969 | Опера Гарнье                            | Рафаэль Фрюбек де Бургос    | Бамбри, Викерс, Френи, Паскалис                     | EMI                                  |
| 1970 | Немецкая опера                          | Лорин Маазель               | Моффо, Корелли, Донат, Каппуччилли                  | RCA                                  |
| 1971 | Ла Фениче                               | Петер Мааг                  | Коссотто, М. Дель Монако, Кьяра, Брузон             | Myto                                 |
| 1972 | Метрополитен-опера                      | Леонард Бернстайн           | Хорн, Маккрэкен, Малипонте, Краузе                  | Deutsche Grammophon                  |
| 1974 | Филармонический оркестр Страсбурга      | Ален Ломбар                 | Креспен, Ж. Пи, Пилу, ван Дам                       | Erato                                |
| 1975 | Лондонский филармонический оркестр      | Георг Шолти                 | Троянос, Доминго, Те Канава, ван Дам                | Decca                                |
| 1977 | Лондонский филармонический оркестр      | Клаудио Аббадо              | Берганса, Доминго, Котрубаш, Милнз                  | Deutsche Grammophon                  |
| 1982 | Берлинский филармонический оркестр      | Герберт фон Караян          | Бальтса, Каррерас, Риччарелли, ван Дам              | Deutsche Grammophon                  |
| 1982 | Национальный оркестр Франции            | Лорин Маазель               | Михенес, Доминго, Ишем, Р. Раймонди                 | Erato (саундтрек к фильму Рози)      |
| 1988 | Национальный оркестр Франции            | Сэйдзи Одзава               | Норман, Шикофф, Френи, Эстес                        | Philips                              |
| 1995 | Баварская Опера                         | Джузеппе Синополи           | Лармор, Т. Мозер, Георгиу, Рэми                     | Teldec                               |
| 2015 | Метрополитен-опера                      | Луи Лангре                  | Элина Гаранча, Йонгхун Ли, Айлин Перес, Габор Бретц |                                      |

| Год         | Оркестр и хор                      | Режиссёр           | Дирижёр             | Партии                                      | Лейбл                       |
| ----------- | ---------------------------------- | ------------------ | ------------------- | ------------------------------------------- | --------------------------- |
| 1956        | фильм                              | Франко Энрикес     | Нино Сандзоньо      | Ампаран, Корелли, Рибетти, Кольцани         | Hardy Classic VideoDVD      |
| 1967 (2005) | Венский филармонический оркестр    | Герберт фон Караян | Герберт фон Караян  | Бамбри, Викерс, Френи, Диас                 | Unitel, Deutsche Grammophon |
| 1978 (2005) | Венская Опера                      | Франко Дзеффирелли | Карлос Клайбер      | Образцова, Доминго, Бьюкенен], Мазурок      | TDK                         |
| 1984 (2001) | Национальный оркестр Франции       | Франческо Рози     | Лорин Маазель       | Михенес, Доминго, Ишем, Р. Раймонди         | Columbia                    |
| 1985 (2006) | Лондонский филармонический оркестр | Питер Холл         | Бернард Хайтинк     | Юинг, Маккоули, Маклафлин, Холлоуэй         | WarnerClassics              |
| 1987        | Метрополитен-опера                 | Пол Миллс          | Джеймс Ливайн       | Бальтса, Каррерас, Митчелл, Рэми            | Deutsche Grammophon         |
| 1989 (2002) | Компания «Кармен»                  | Стивен Пимлотт     | Жак Делакот         | Юинг, Труссель, Гаучи, Фондари              | Image Ent.                  |
| 1991        | Ковент-Гарден                      | Нурия Эсперт       | Зубин Мета          | Юинг, Лима, Вадува, Д. Килико               | Arthaus Musik               |
| 2003        | Лондонский филармонический оркестр | Дэвид Маквикар     | Филипп Жордан       | фон Оттер, Хэддок, Милн, Наури              | Opus Arte                   |
| 2003        | Арена ди Верона                    | Франко Дзеффирелли | Ален Ломбар         | Домашенко, Берти, Дашук, Ачето              | Arthaus Musik               |
| 2008        | Ковент-Гарден                      | Франческа Замбелло | Антонио Паппано     | Антоначчи, Кауфман, Анселлем, Д’ Арканджело | Decca                       |
| 2010        | Метрополитен-опера                 | Ричард Эйр         | Янник Незе-Сеген    | Гаранча, Аланья, Фриттоли, Таху-Роудс       | Deutsche Grammophon         |
| 2010        | Опера-Комик                        | Эдриан Нобл        | Джон Элиот Гардинер | Антоначчи, Ричардс, Жилле, Кавалье          | fRA                         |
| 2010 (2011) | Лисео                              | Каликсто Биейто    | Марк Пьолле         | Уриа-Монсон, Аланья, Поплавская, Шротт      | Unitel Classica             |

## В астрономии
В честь главной героини оперы назван астероид (558) Кармен, открытый в 1905 году немецким астрономом Максом Вольфом.